# Llista de presidents dels Estats Units

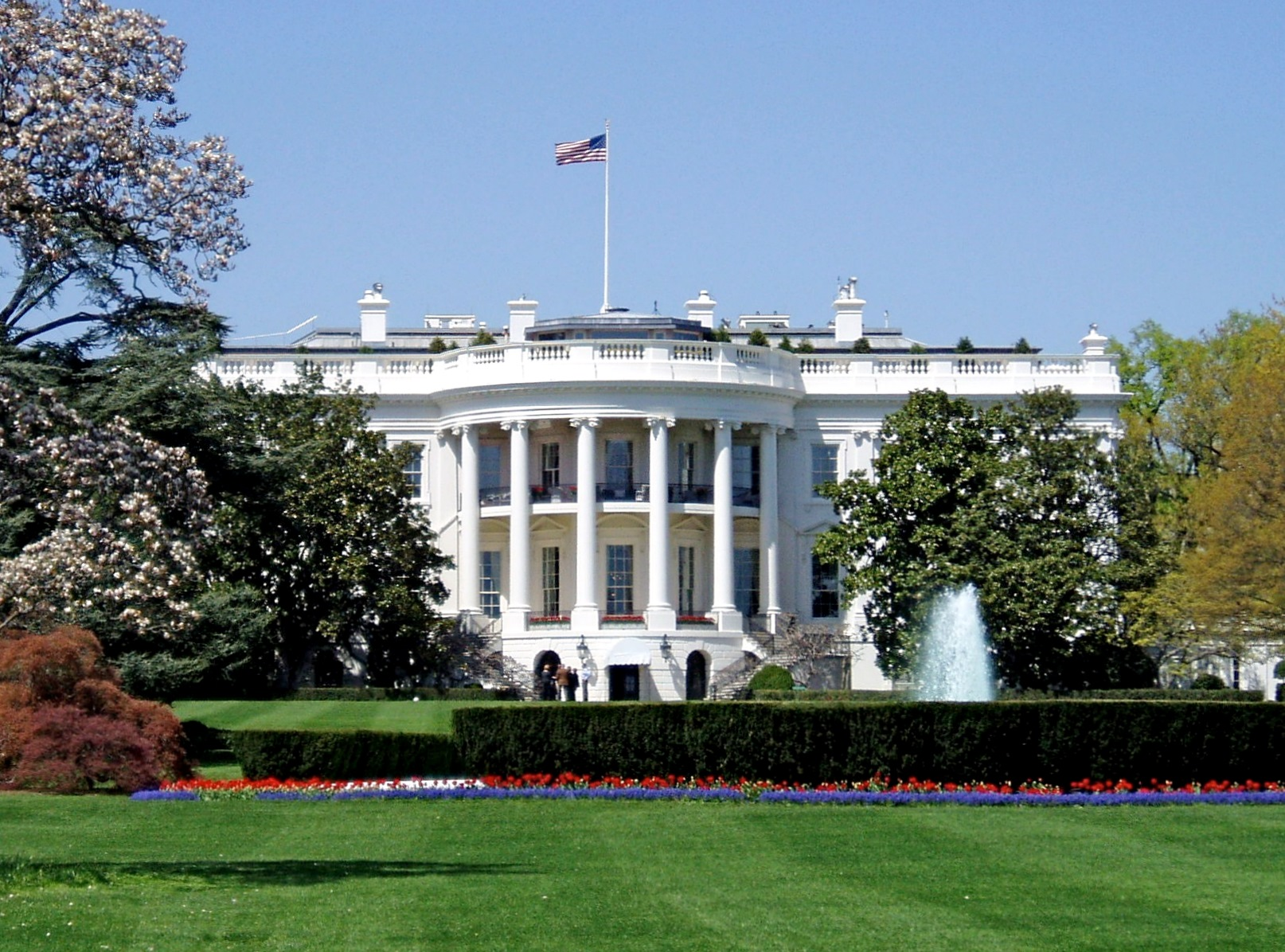
La Casa Blanca, residència oficial del president i centre de l'administració

A la Constitució dels Estats Units, el President és el cap d'estat i el cap de govern dels Estats Units. Com a cap de la branca executiva i cap del govern federal en el més ampli sentit, la presidència és el càrrec polític més important en reconeixement i influència. El president és també el Comandant en Cap de les forces armades. El president és triat de manera indirecta, per un període de quatre anys, per un Col·legi Electoral (o per la Cambra de Representants dels Estats Units en el supòsit que el Col·legi Electoral no aconseguís tenir la majoria absoluta dels vots). Des de la ratificació de la vint-i-dosena esmena el 1951, cap persona no pot ser elegida per al càrrec de president més de dos cops. Igualment, cap persona que ha servit més dos anys del termini pel qual algú altre va ser escollit pot ser escollida més d'un cop. En cas de mort, dimissió o cessament en les seves funcions del president en exercici, el vicepresident n'assumeix el càrrec.

## Sobre la llista
Aquesta llista inclou sols les persones que van jurar el càrrec com a president després de la ratificació de la Constitució dels Estats Units, que va entrar en vigor el 4 de març de 1789. Per als líders estatunidencs anteriors a la ratificació, vegeu President del Congrés Continental. La llista no inclou cap president en exercici sota la vint-i-cinquena esmena.
Hi ha hagut quaranta-tres persones que han jurat el càrrec, i quaranta-quatre presidències, a causa del fet que Grover Cleveland va ocupar el càrrec durant dos mandats de manera no consecutiva i es compta cronològicament com a vint-i-dosè i vint-i-quatrè president. De les persones que van ser elegides com a president, quatre van morir per causes naturals (William Henry Harrison, Zachary Taylor, Warren G. Harding, i Franklin D. Roosevelt), un va dimitir (Richard Nixon), i quatre van ser assassinats: Abraham Lincoln, James A. Garfield, William McKinley, i John F. Kennedy. El primer president fou George Washington, que va començar el seu mandat el 1789 després d'una votació unànime del Col·legi Electoral. William Henry Harrison va ser el president que va estar menys temps en el càrrec, un total de 31 dies, el 1841. Franklin D. Roosevelt és la persona que ha estat més temps en el càrrec (poc més de dotze anys) i és l'únic president que ha servit més de dos mandats. Va morir, quan tot just començava el seu quart mandat, el 1945. L'actual president és Donald Trump que va assumir el càrrec el 20 de gener del 2025.

## Llista de Presidents dels Estats Units
| #  |  | Nom                             | De                     | Fins a                 | Partit                    | Vicepresident                                           |
| -- |  | ------------------------------- | ---------------------- | ---------------------- | ------------------------- | ------------------------------------------------------- |
| 1  |  | George Washington               | 30 d'abril de 1789     | 4 de març de 1797      | Cap partit                | John Adams                                              |
| 2  |  | John Adams                      | 4 de març de 1797      | 4 de març de 1801      | Federalista               | Thomas Jefferson                                        |
| 3  |  | Thomas Jefferson                | 4 de març de 1801      | 4 de març de 1809      | Demòcrata-Republicà       | Aaron Burr/ George Clinton                              |
| 4  |  | James Madison                   | 4 de març de 1809      | 4 de març de 1817      | Demòcrata-Republicà       | George Clinton/ Elbridge Gerry                          |
| 5  |  | James Monroe                    | 4 de març de 1817      | 4 de març de 1825      | Demòcrata-Republicà       | Daniel D. Tompkins                                      |
| 6  |  | John Quincy Adams               | 4 de març de 1825      | 4 de març de 1829      | Demòcrata-Republicà       | John Caldwell Calhoun                                   |
| 7  |  | Andrew Jackson                  | 4 de març de 1829      | 4 de març de 1837      | Demòcrata                 | John Caldwell Calhoun/ Martin Van Buren                 |
| 8  |  | Martin Van Buren                | 4 de març de 1837      | 4 de març de 1841      | Demòcrata                 | Richard Mentor Johnson                                  |
| 9  |  | William Henry Harrison          | 4 de març de 1841      | 4 d'abril de 1841      | Whig                      | John Tyler                                              |
| 10 |  | John Tyler                      | 4 d'abril de 1841      | 4 de març de 1845      | Whig/ Cap partit          | Vacant                                                  |
| 11 |  | James Knox Polk                 | 4 de març de 1845      | 4 de març de 1849      | Demòcrata                 | George Mifflin Dallas                                   |
| 12 |  | Zachary Taylor                  | 4 de març de 1849      | 9 de juliol de 1850    | Whig                      | Millard Fillmore                                        |
| 13 |  | Millard Fillmore                | 9 de juliol de 1850    | 4 de març de 1853      | Whig                      | Vacant                                                  |
| 14 |  | Franklin Pierce                 | 4 de març de 1853      | 4 de març de 1857      | Demòcrata                 | William R.King                                          |
| 15 |  | James Buchanan                  | 4 de març de 1857      | 4 de març de 1861      | Demòcrata                 | John Breckinridge                                       |
| 16 |  | Abraham Lincoln                 | 4 de març de 1861      | 15 d'abril de 1865     | Republicà (Unió Nacional) | Hannibal Hamlin/ Andrew Johnson                         |
| 17 |  | Andrew Johnson                  | 15 d'abril de 1865     | 4 de març de 1869      | Demòcrata (Unió Nacional) | Vacant                                                  |
| 18 |  | Ulysses Simpson Grant           | 4 de març de 1869      | 4 de març de 1877      | Republicà                 | Schuyler Colfax/ Henry Wilson                           |
| 19 |  | Rutherford Birchard Hayes       | 4 de març de 1877      | 4 de març de 1881      | Republicà                 | William Almon Wheeler                                   |
| 20 |  | James Abram Garfield            | 4 de març de 1881      | 19 de setembre de 1881 | Republicà                 | Chester Alan Arthur                                     |
| 21 |  | Chester Alan Arthur             | 19 de setembre de 1881 | 4 de març de 1885      | Republicà                 | Vacant                                                  |
| 22 |  | Stephen Grover Cleveland        | 4 de març de 1885      | 4 de març de 1889      | Demòcrata                 | Thomas A. Hendricks                                     |
| 23 |  | Benjamin Harrison               | 4 de març de 1889      | 4 de març de 1893      | Republicà                 | Levi Parsons Morton                                     |
| 24 |  | Stephen Grover Cleveland (2)    | 4 de març de 1893      | 4 de març de 1897      | Demòcrata                 | Adlai Ewing Stevenson I                                 |
| 25 |  | William McKinley                | 4 de març de 1897      | 14 de setembre de 1901 | Republicà                 | Garret Hobart/ Theodore Roosevelt                       |
| 26 |  | Theodore Roosevelt              | 14 de setembre de 1901 | 4 de març de 1909      | Republicà                 | Charles Warren Fairbanks                                |
| 27 |  | William Howard Taft             | 4 de març de 1909      | 4 de març de 1913      | Republicà                 | James S. Sherman                                        |
| 28 |  | Thomas Woodrow Wilson           | 4 de març de 1913      | 4 de març de 1921      | Demòcrata                 | Thomas Riley Marshall                                   |
| 29 |  | Warren Gamaliel Harding         | 4 de març de 1921      | 2 d'agost de 1923      | Republicà                 | Calvin Coolidge                                         |
| 30 |  | John Calvin Coolidge, Jr.       | 2 d'agost de 1923      | 4 de març de 1929      | Republicà                 | Charles Gates Dawes                                     |
| 31 |  | Herbert Clark Hoover            | 4 de març de 1929      | 4 de març de 1933      | Republicà                 | Charles Curtis                                          |
| 32 |  | Franklin Delano Roosevelt       | 4 de març de 1933      | 12 d'abril de 1945     | Demòcrata                 | John Nance Garner/ Henry Agard Wallace/ Harry S. Truman |
| 33 |  | Harry S. Truman                 | 12 d'abril de 1945     | 20 de gener de 1953    | Demòcrata                 | Alben William Barkley                                   |
| 34 |  | Dwight David Eisenhower         | 20 de gener de 1953    | 20 de gener de 1961    | Republicà                 | Richard Nixon                                           |
| 35 |  | John (Jack) Fitzgerald Kennedy  | 20 de gener de 1961    | 22 de novembre de 1963 | Demòcrata                 | Lyndon Johnson                                          |
| 36 |  | Lyndon Baines Johnson           | 22 de novembre de 1963 | 20 de gener de 1969    | Demòcrata                 | Hubert Humphrey                                         |
| 37 |  | Richard Milhous Nixon           | 20 de gener de 1969    | 9 d'agost de 1974      | Republicà                 | Spiro Theodore Agnew/ Gerald Ford                       |
| 38 |  | Gerald Rudolph Ford, Jr.        | 9 d'agost de 1974      | 20 de gener de 1977    | Republicà                 | Nelson Rockefeller                                      |
| 39 |  | James Earl 'Jimmy' Carter, Jr.  | 20 de gener de 1977    | 20 de gener de 1981    | Demòcrata                 | Walter Mondale                                          |
| 40 |  | Ronald Wilson Reagan            | 20 de gener de 1981    | 20 de gener de 1989    | Republicà                 | George H. W. Bush                                       |
| 41 |  | George Herbert Walker Bush      | 20 de gener de 1989    | 20 de gener de 1993    | Republicà                 | Dan Quayle                                              |
| 42 |  | William Jefferson Clinton       | 20 de gener de 1993    | 20 de gener de 2001    | Demòcrata                 | Al Gore                                                 |
| 43 |  | George Walker Bush              | 20 de gener de 2001    | 20 de gener de 2009    | Republicà                 | Richard Bruce Cheney                                    |
| 44 |  | Barack Hussein Obama Jr.        | 20 de gener de 2009    | 20 de gener de 2017    | Demòcrata                 | Joe Biden                                               |
| 45 |  | Donald John Trump               | 20 de gener de 2017    | 20 de gener de 2021    | Republicà                 | Mike Pence                                              |
| 46 |  | Joseph Robinette «Joe» Biden Jr | 20 de gener de 2021    | 20 de gener de 2025    | Demòcrata                 | Kamala Harris                                           |
| 47 |  | Donald John Trump               | 20 de gener de 2025    | En el càrrec           | Republicà                 | J. D. Vance                                             |

## Galeria d'imatges

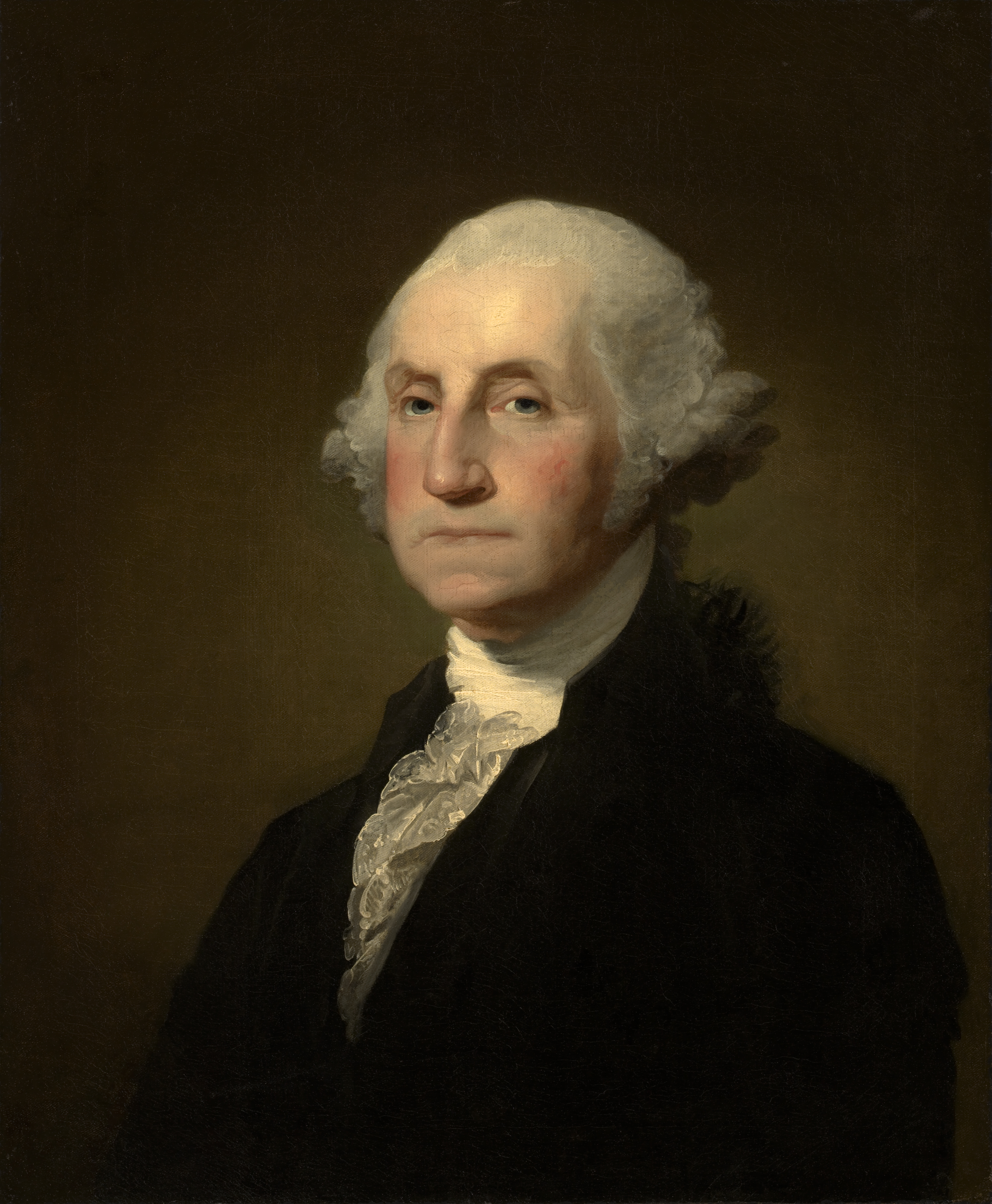
1. George Washington 1789-1797
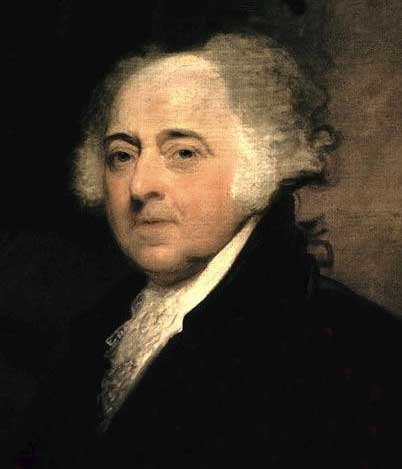
2. John Adams 1797-1801
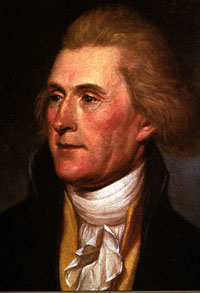
3. Thomas Jefferson 1801-1809
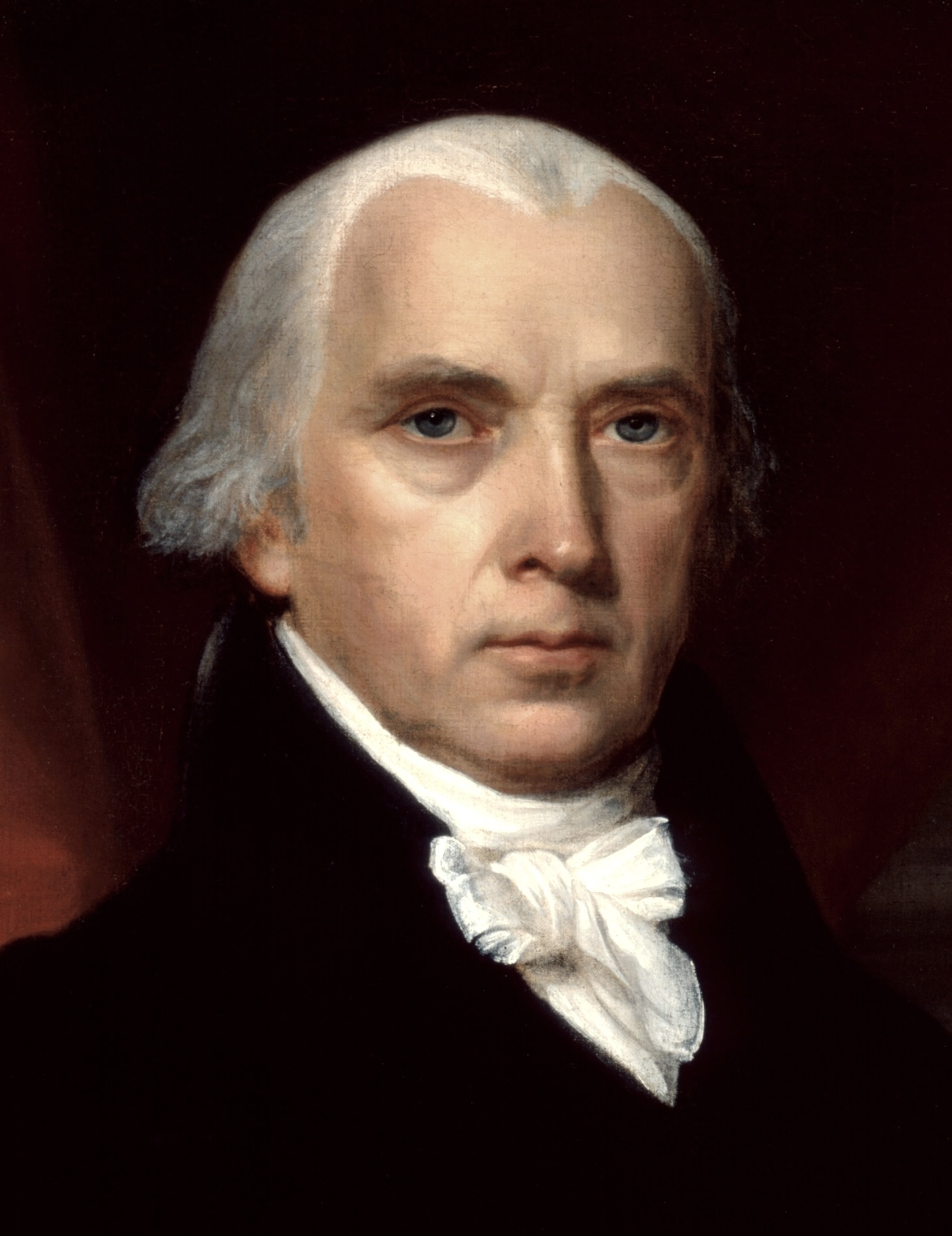
4. James Madison 1809-1817
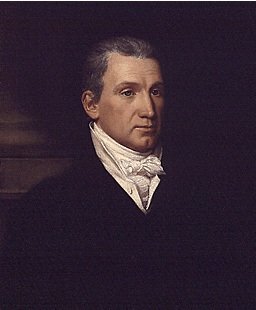
5. James Monroe 1817-1825
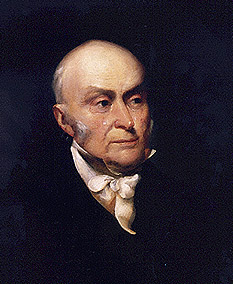
6. John Quincy Adams 1825-1829
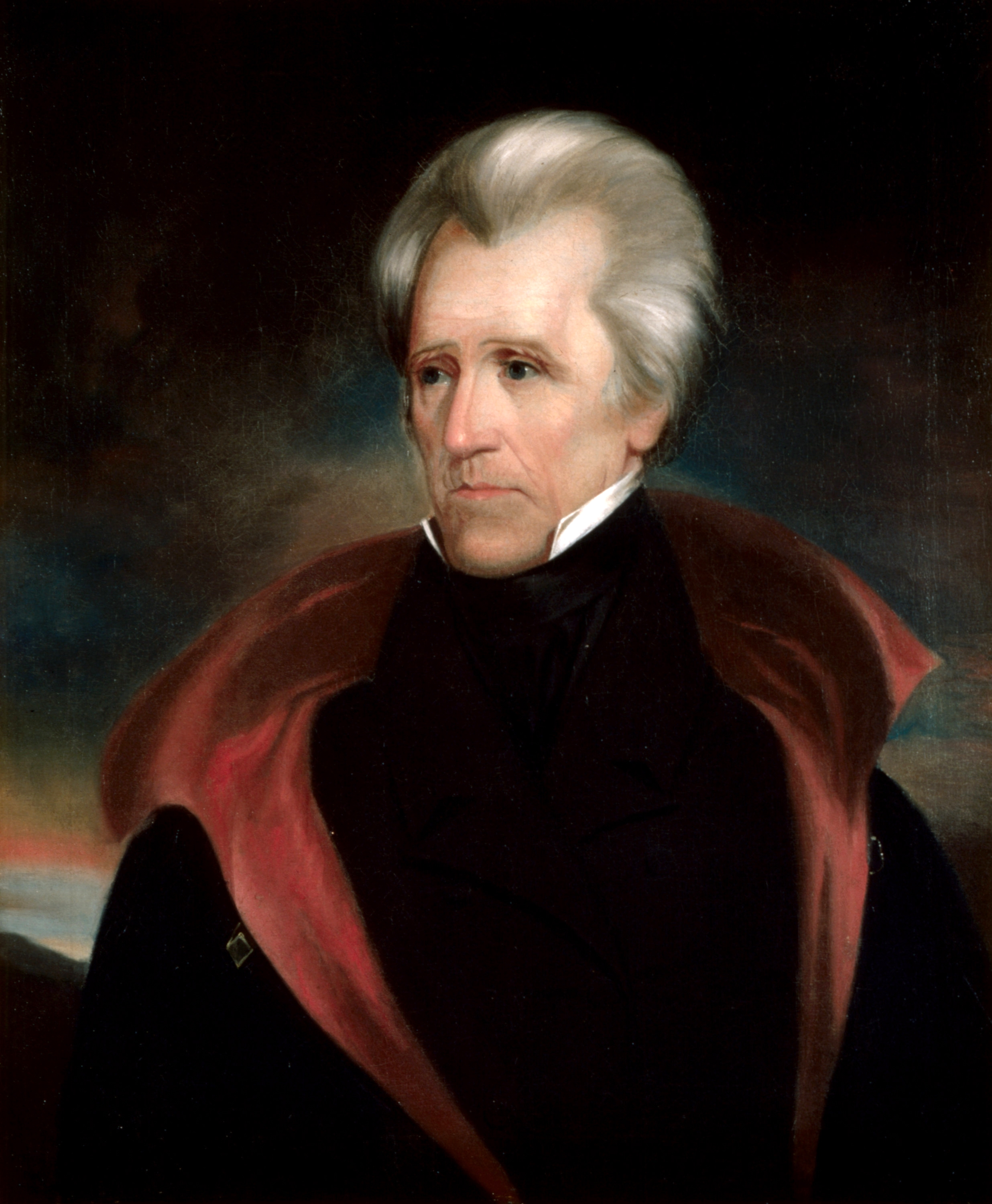
7. Andrew Jackson 1829-1837
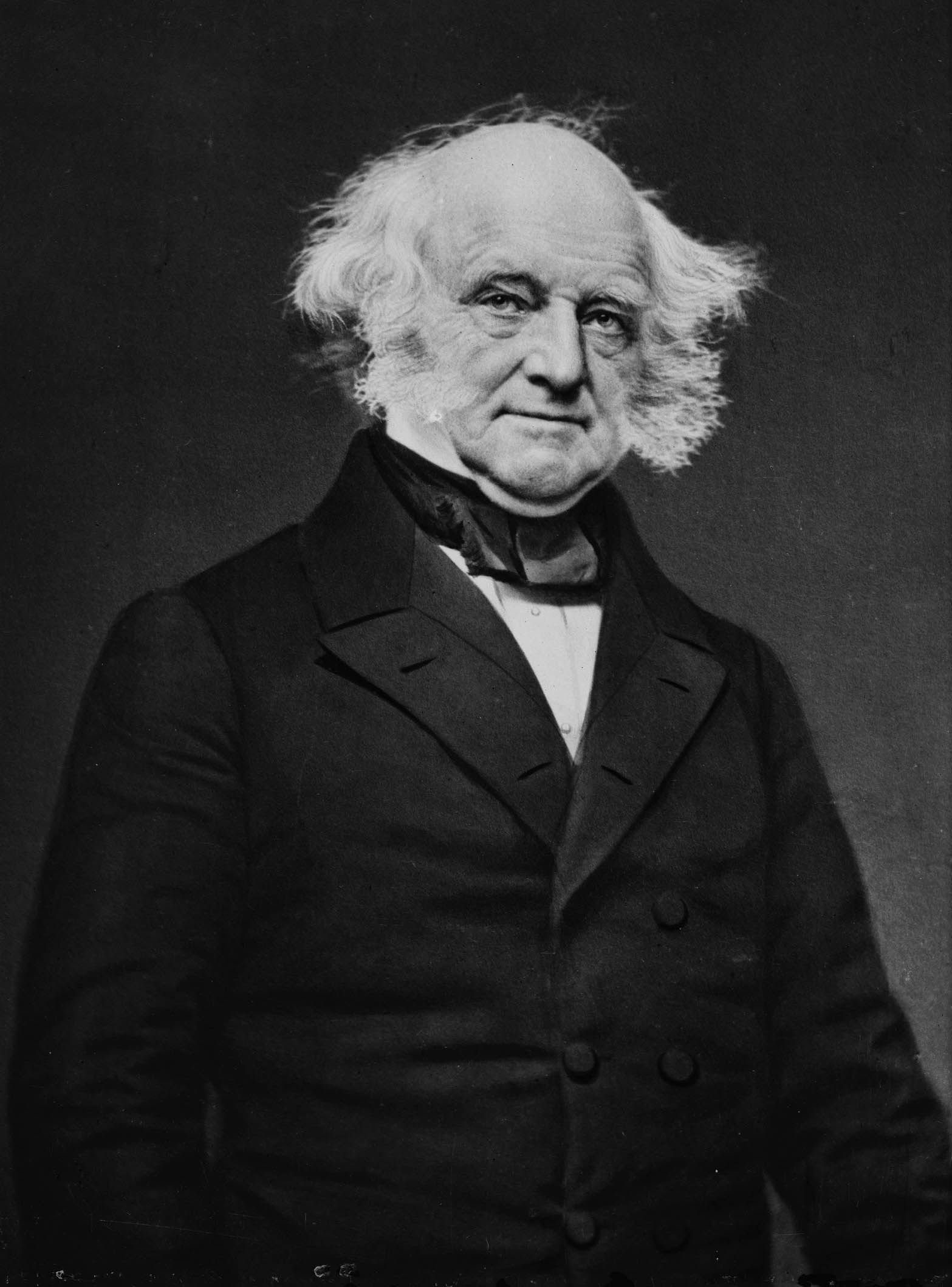
8. Martin Van Buren 1837-1841
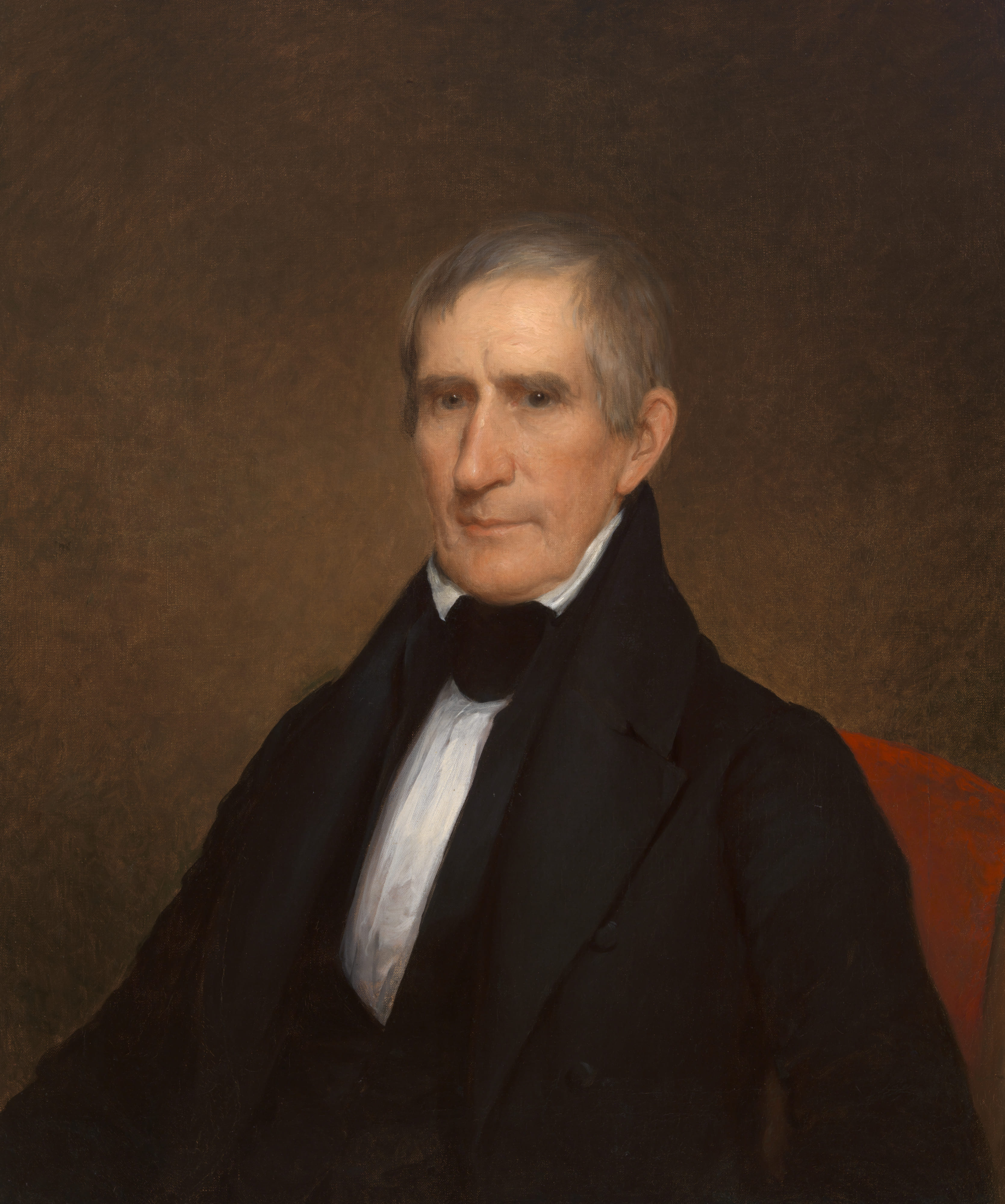
9. William Henry Harrison 1841
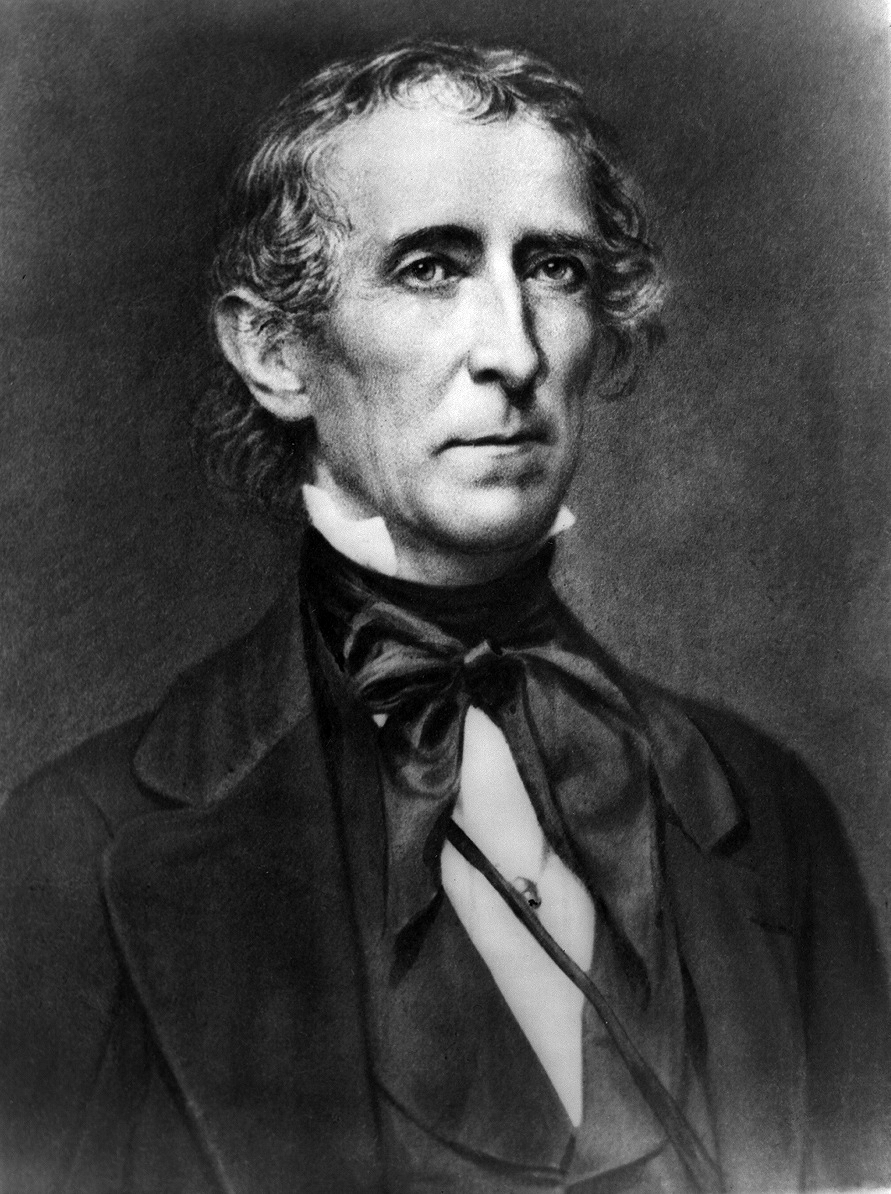
10. John Tyler 1841-1845
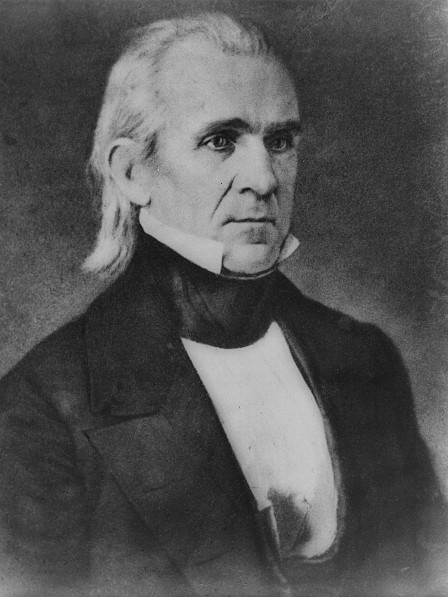
11. James K. Polk 1845-1849
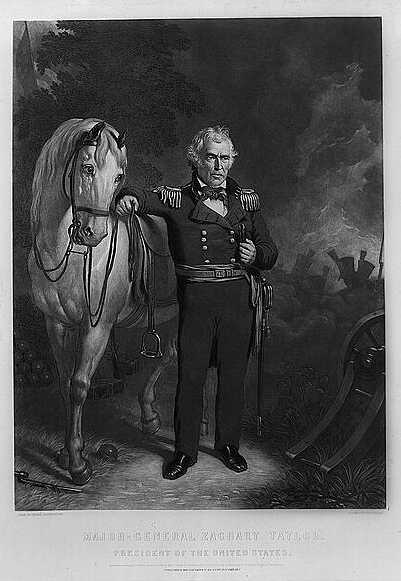
12. Zachary Taylor 1849-1850
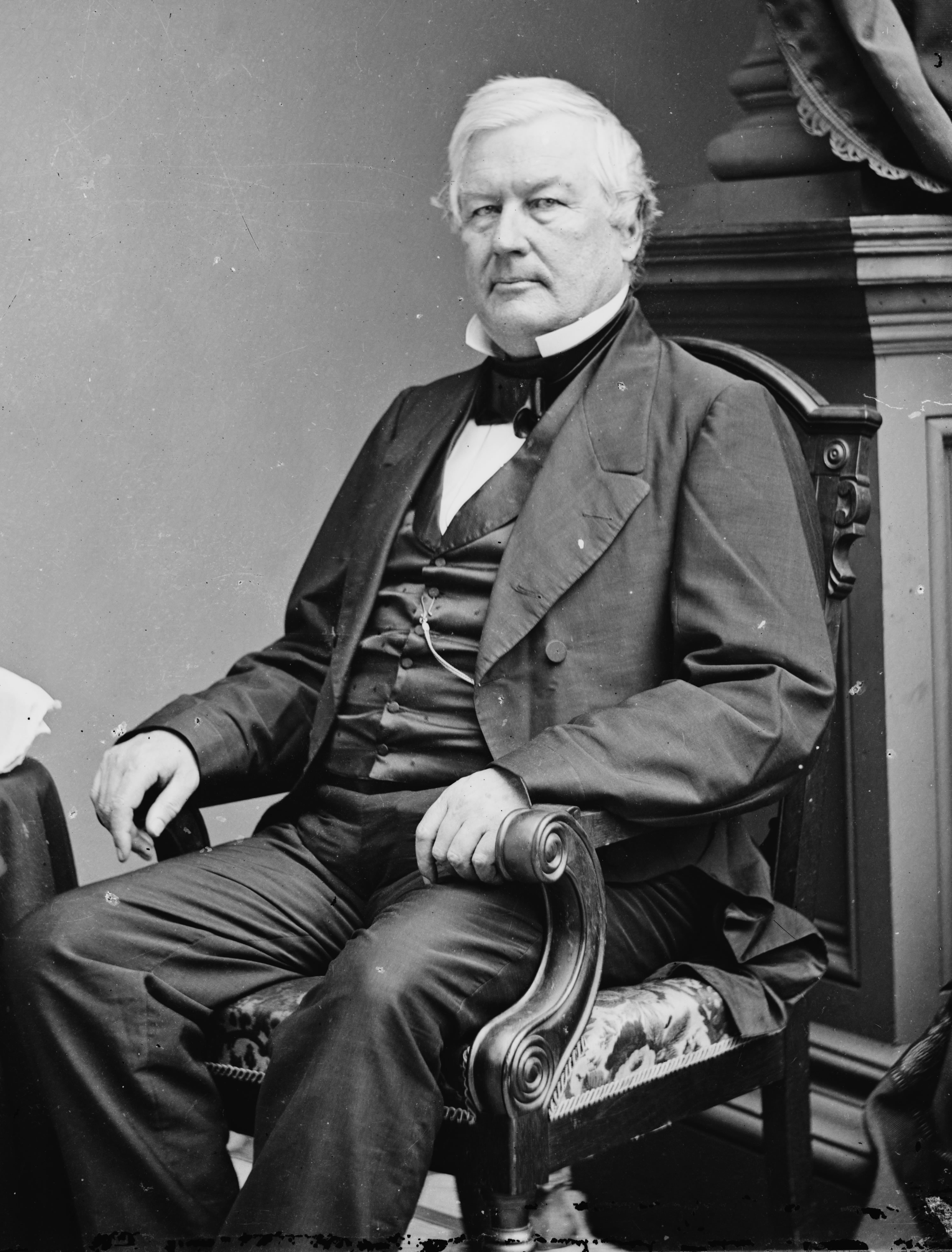
13. Millard Fillmore 1850-1853
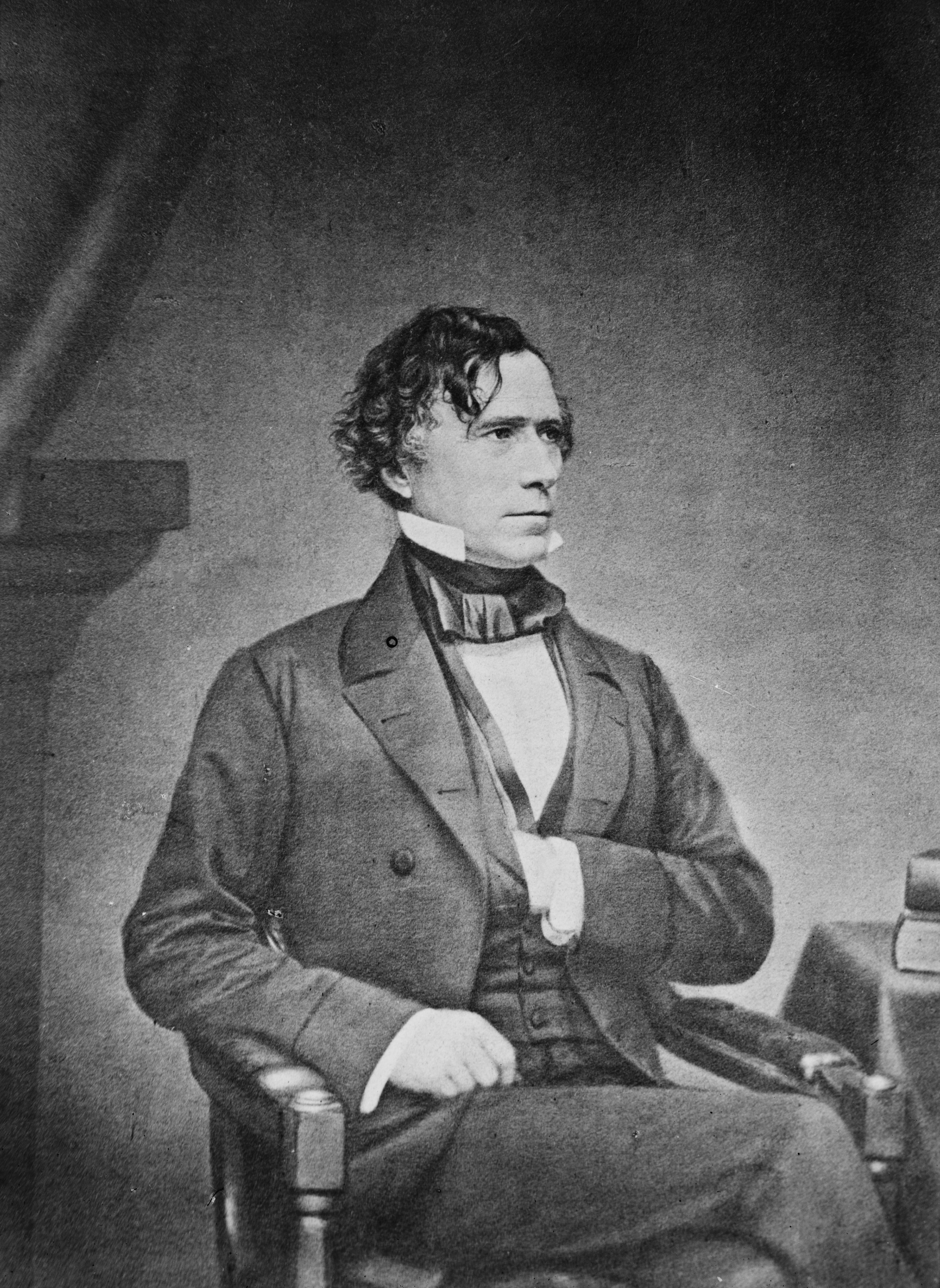
14. Franklin Pierce 1853-1857
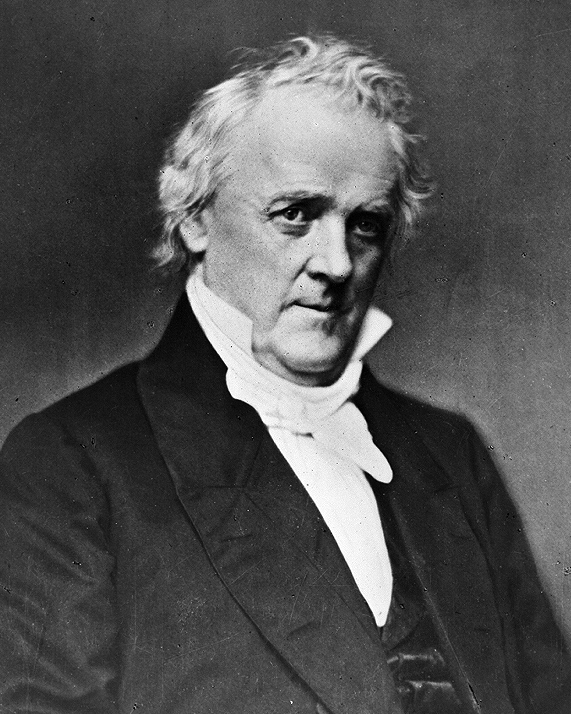
15. James Buchanan 1857-1861
16. Abraham Lincoln[3] 1861-1865
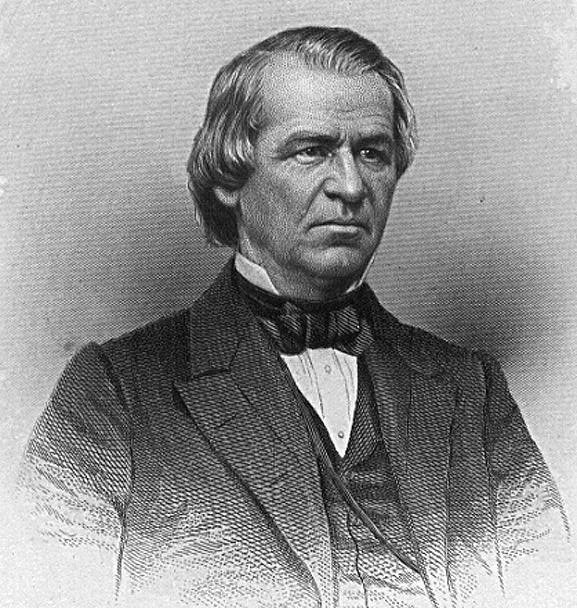
17. Andrew Johnson 1865-1869
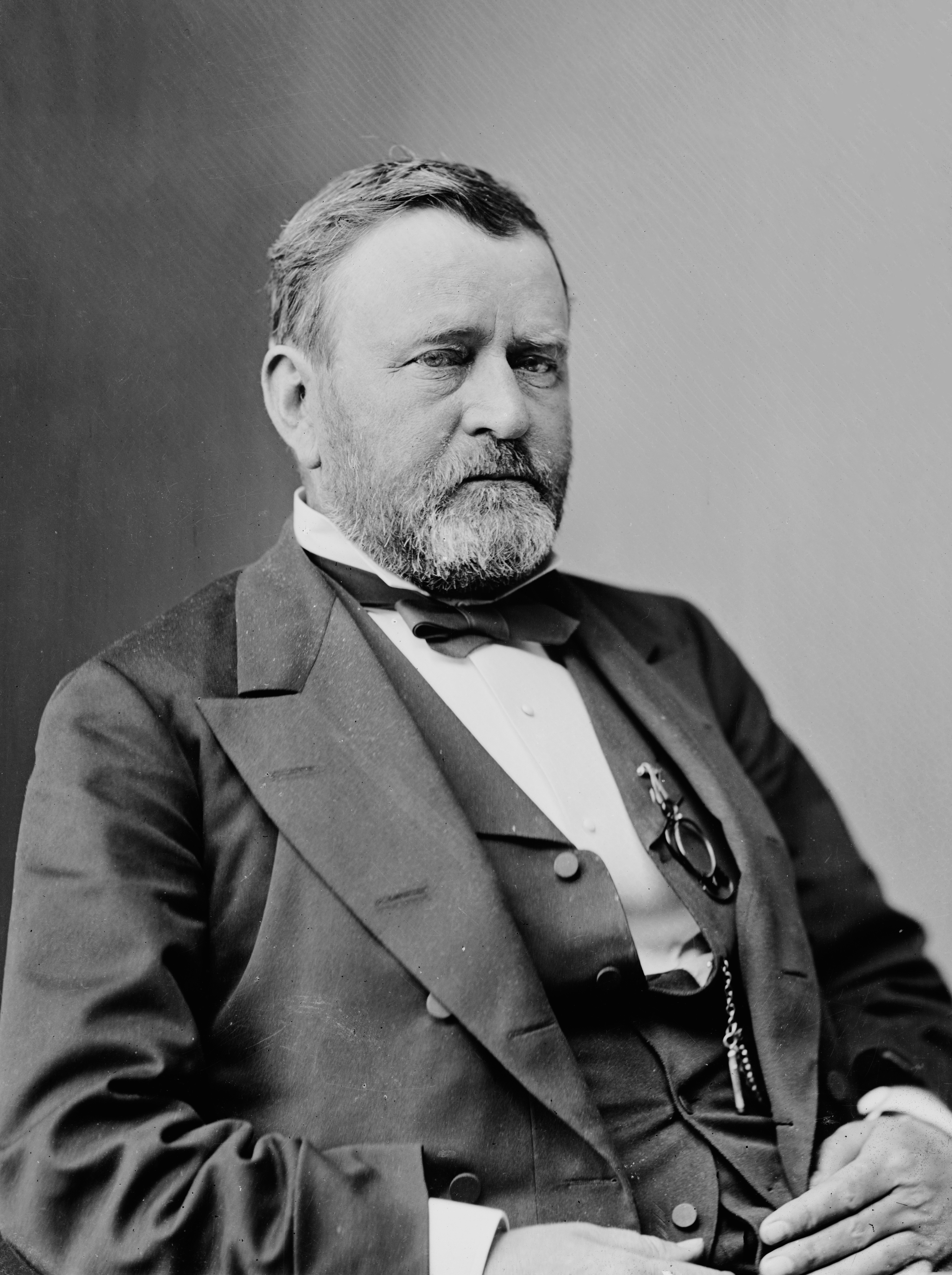
18. Ulysses S. Grant 1869-1877
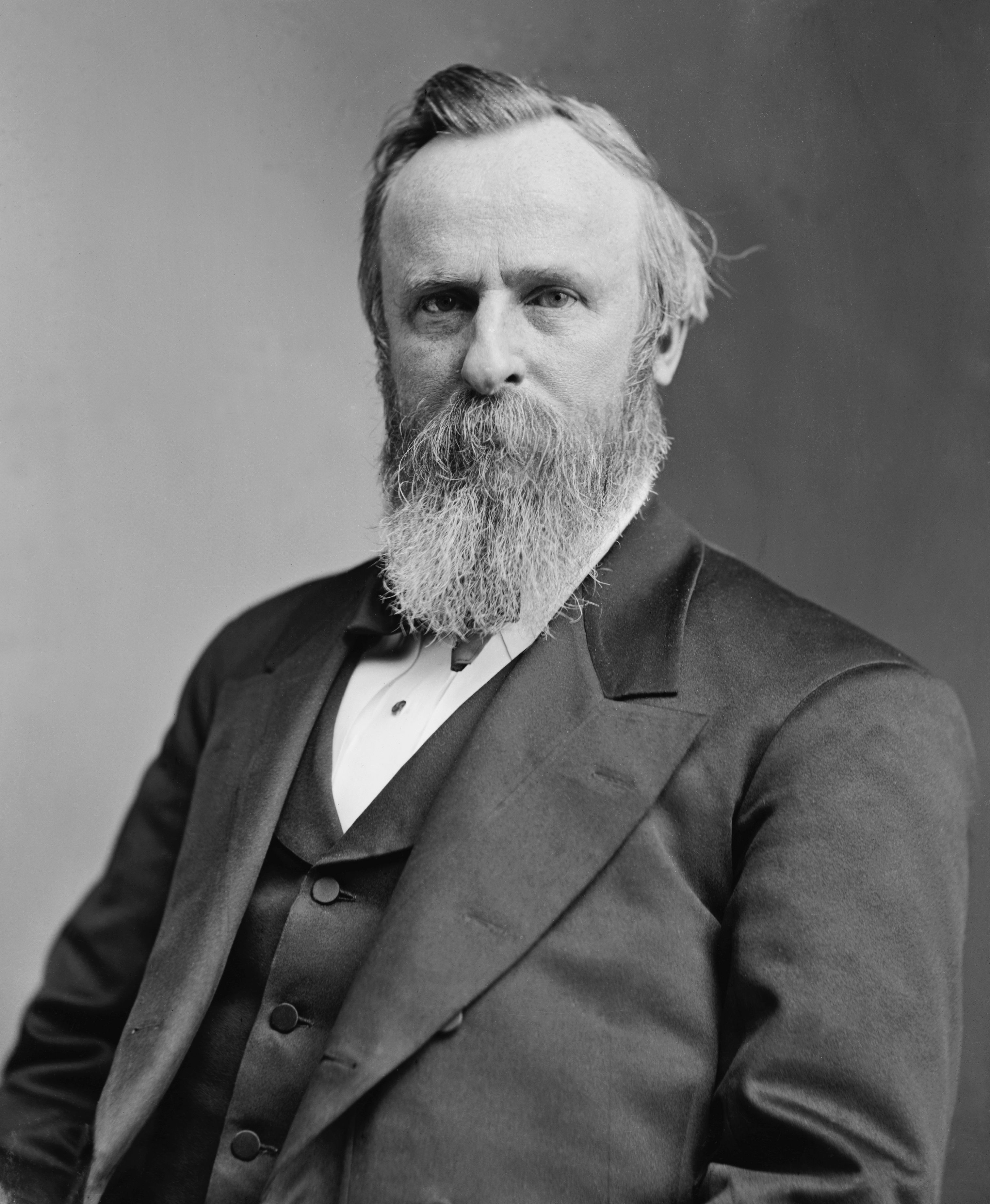
19. Rutherford B. Hayes 1877-1881
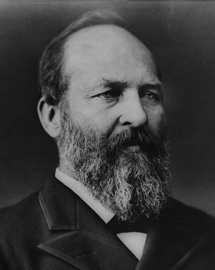
20. James A. Garfield[3] 1881
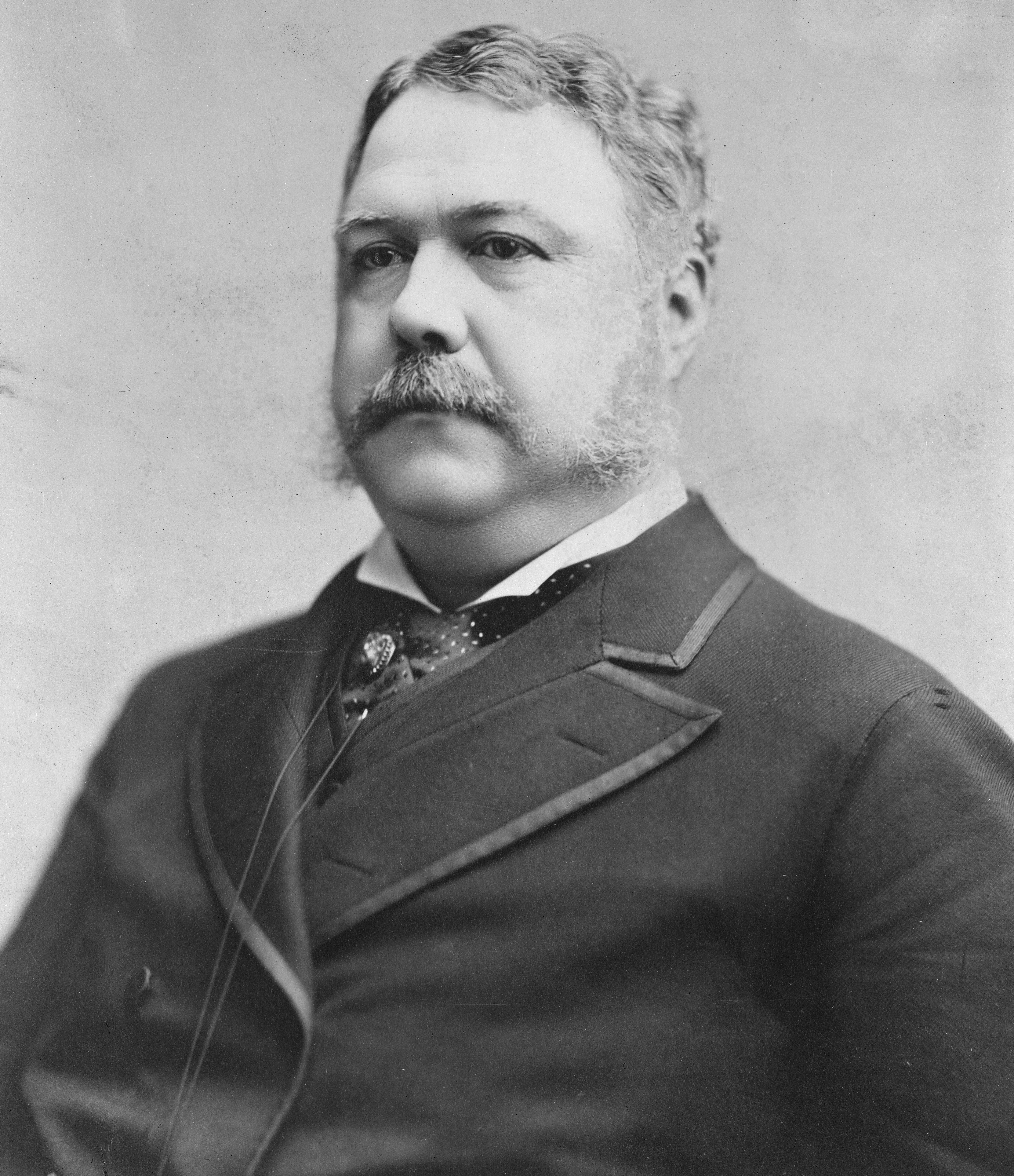
21. Chester A. Arthur 1881-1885
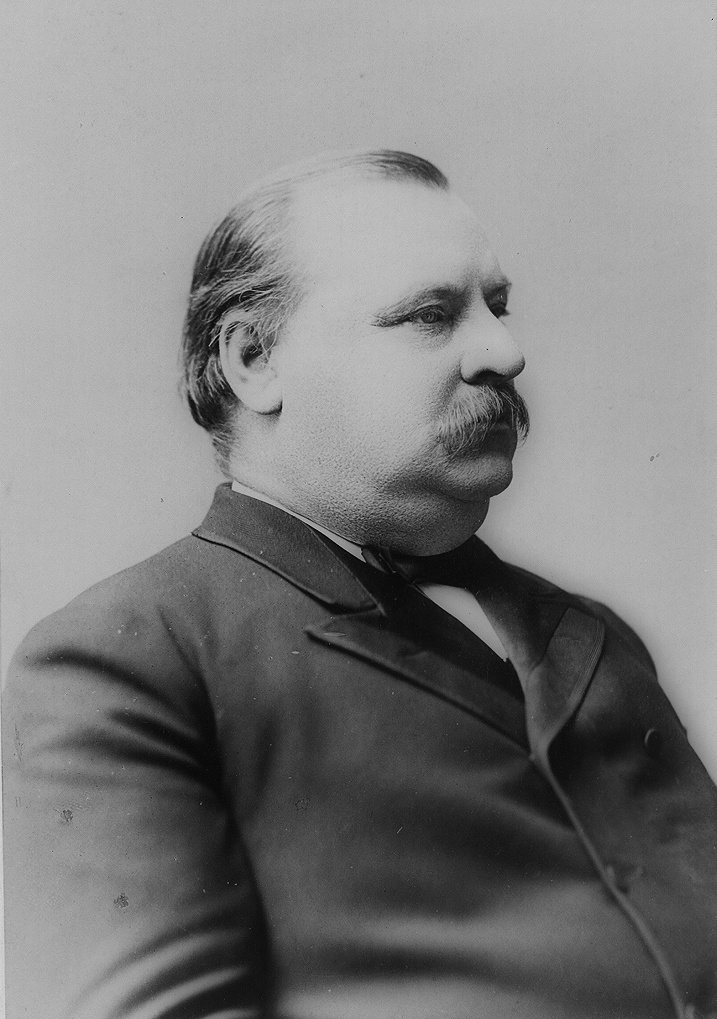
22. Grover Cleveland 1885-1889
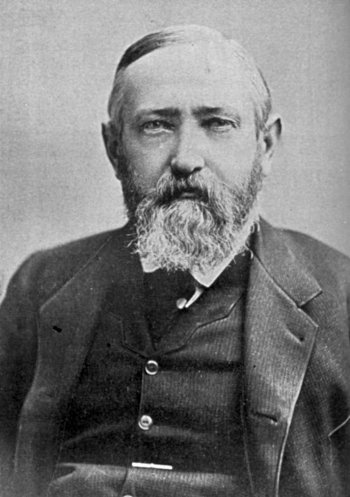
23. Benjamin Harrison 1889-1893
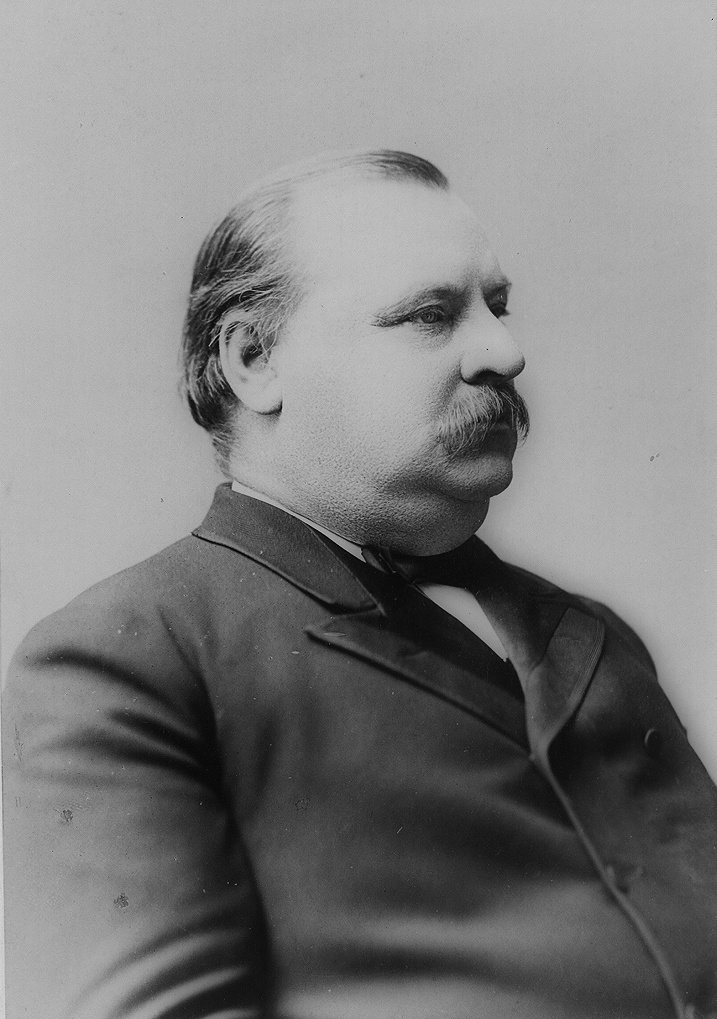
24. Grover Cleveland 1893-1897
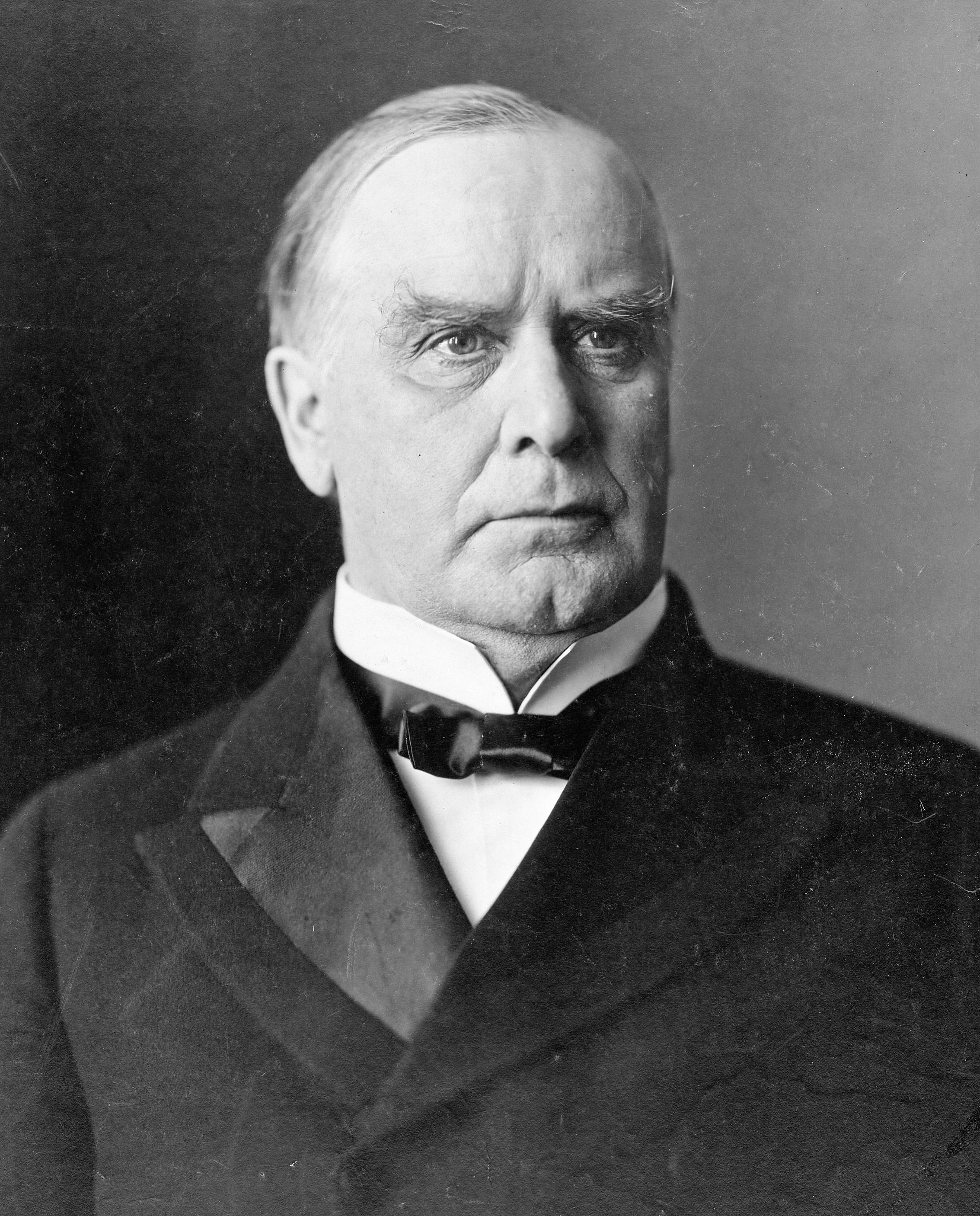
25. William McKinley[3] 1897-1901
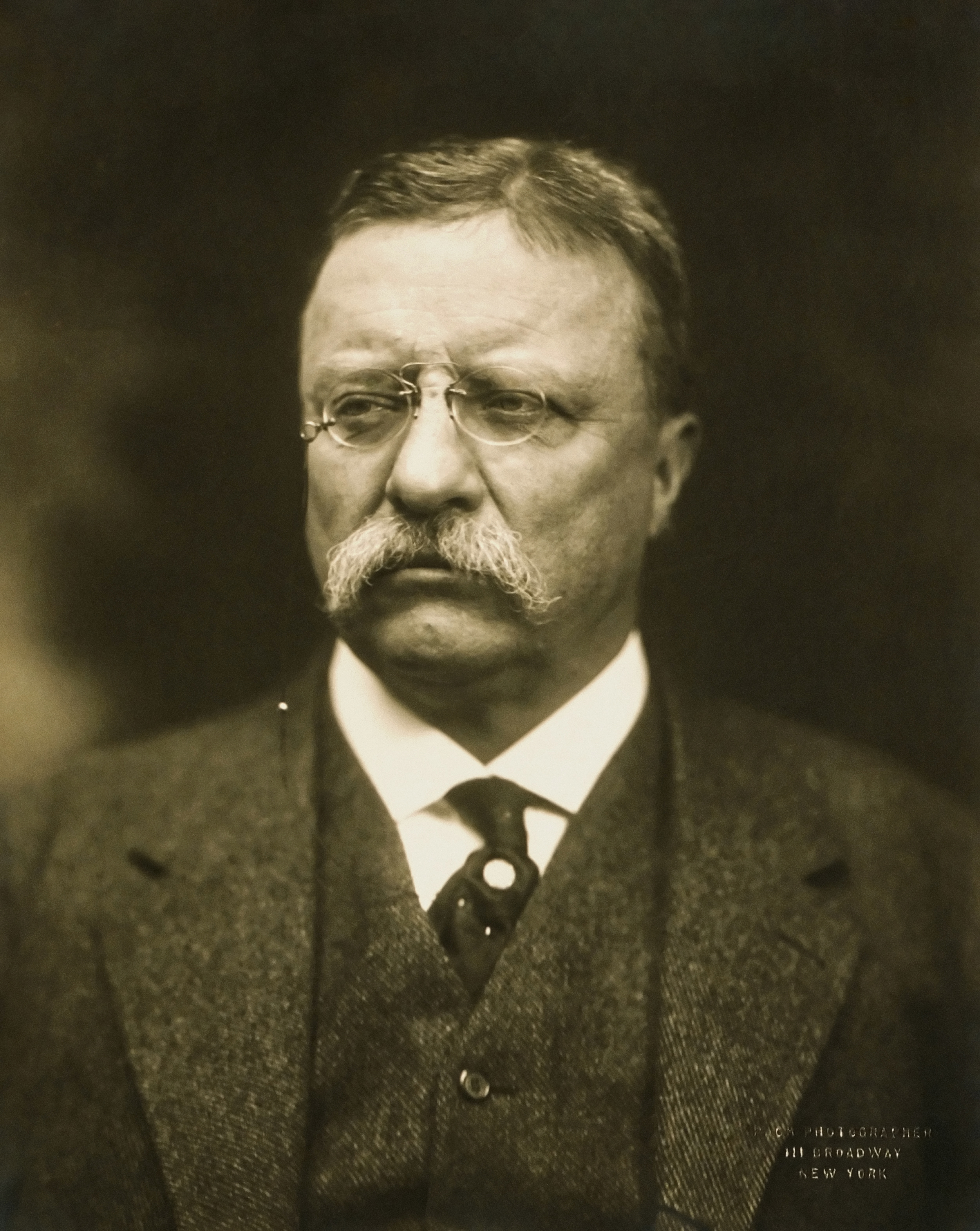
26. Theodore Roosevelt 1901-1909
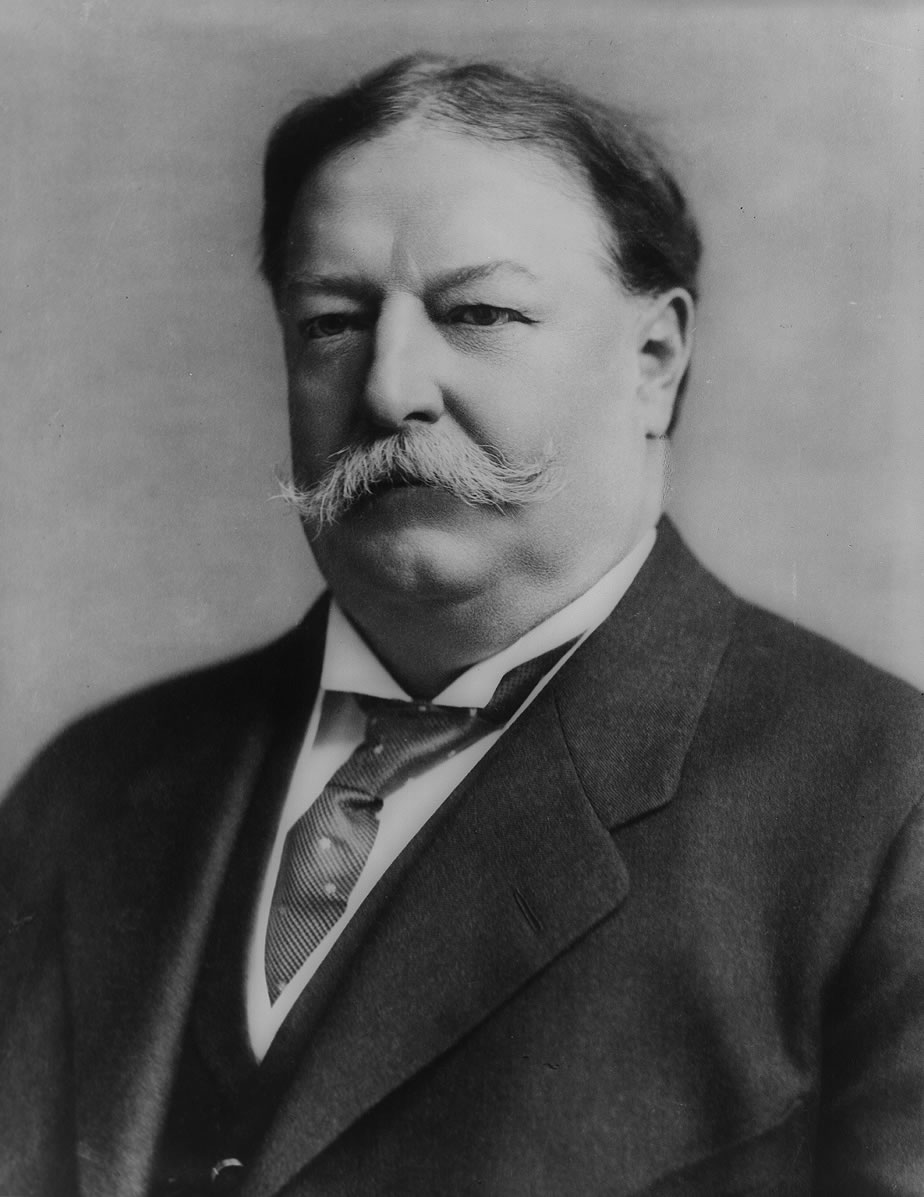
27. William Howard Taft 1909-1913
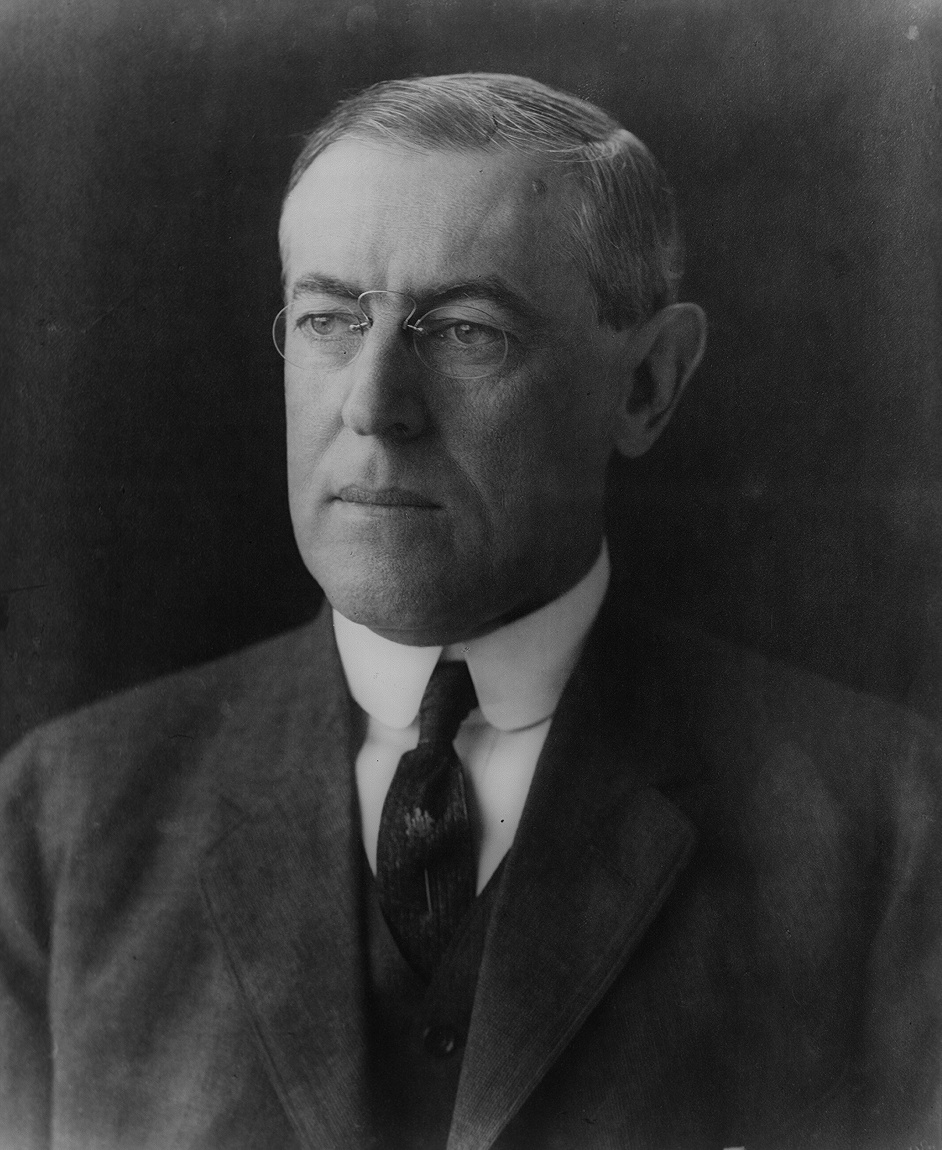
28. Woodrow Wilson 1913-1921
29.Warren G. Harding1921-192329. Warren G. Harding 1921-1923
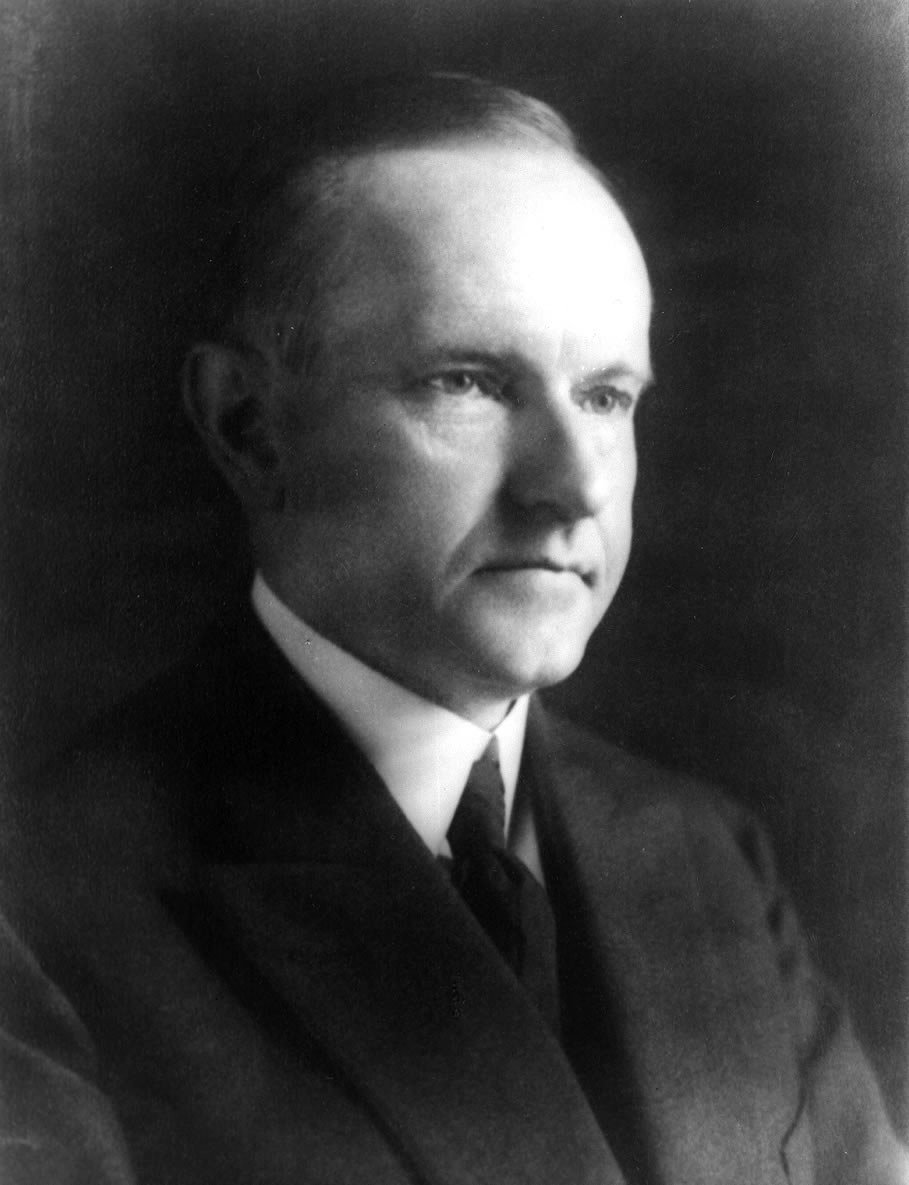
30. Calvin Coolidge 1923-1929
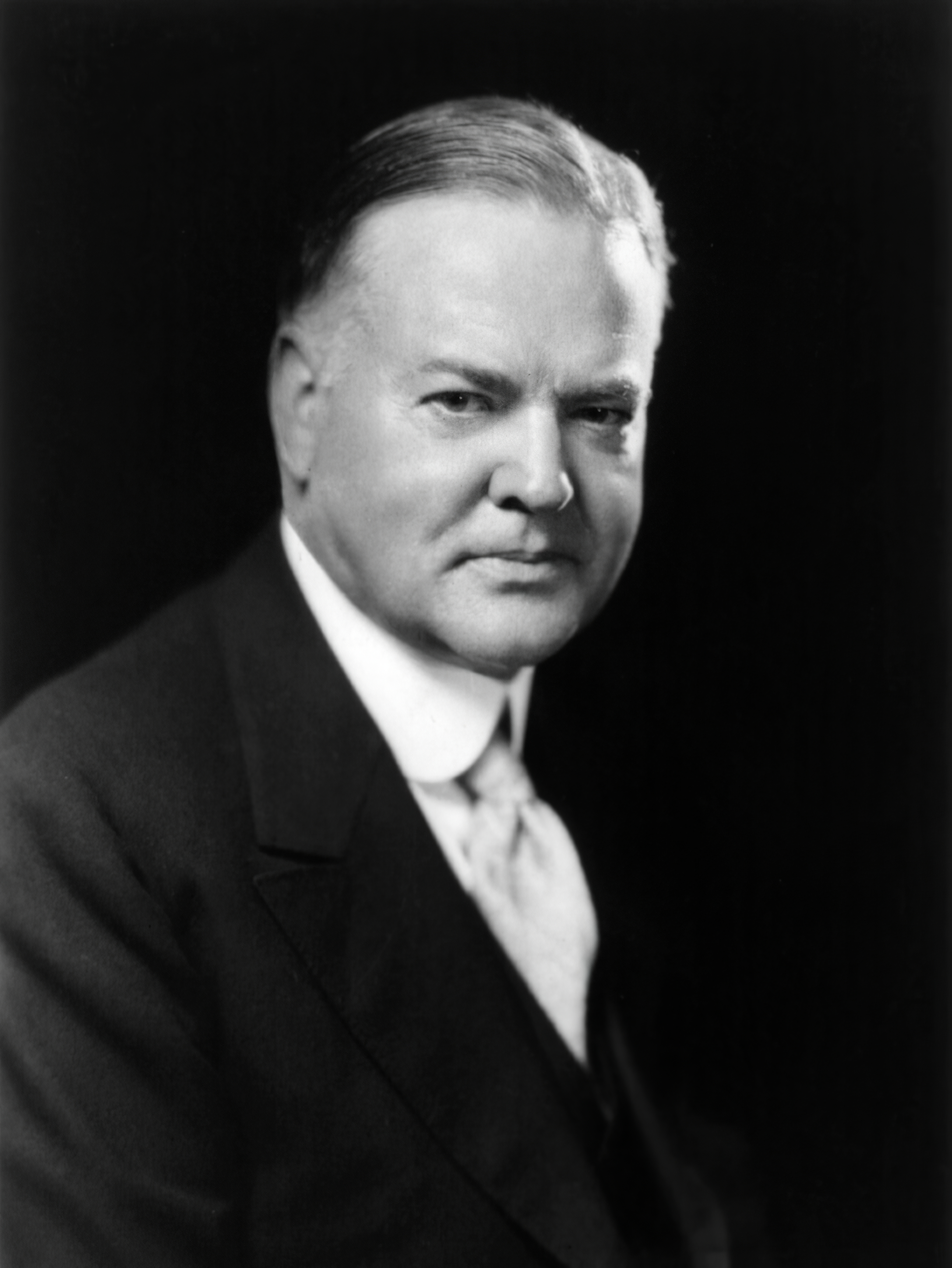
31. Herbert Hoover 1929-1933
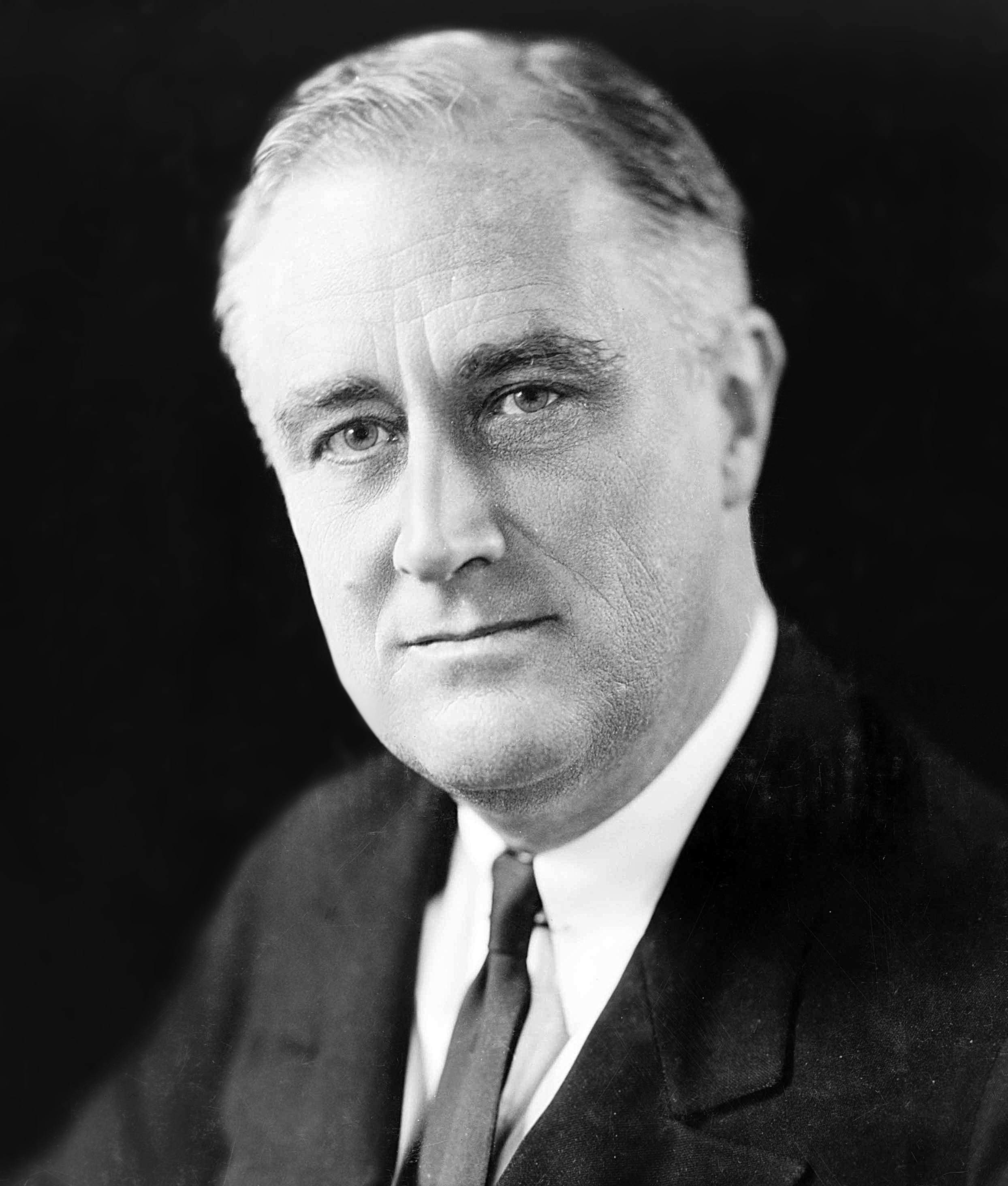
32. Franklin Delano Roosevelt 1933-1945
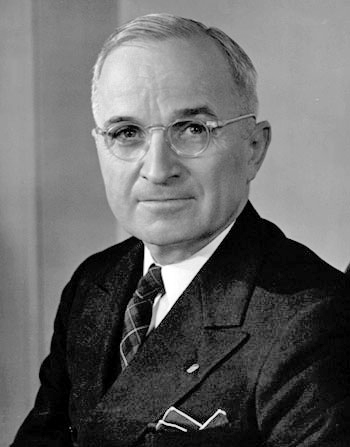
33. Harry S. Truman 1945-1953
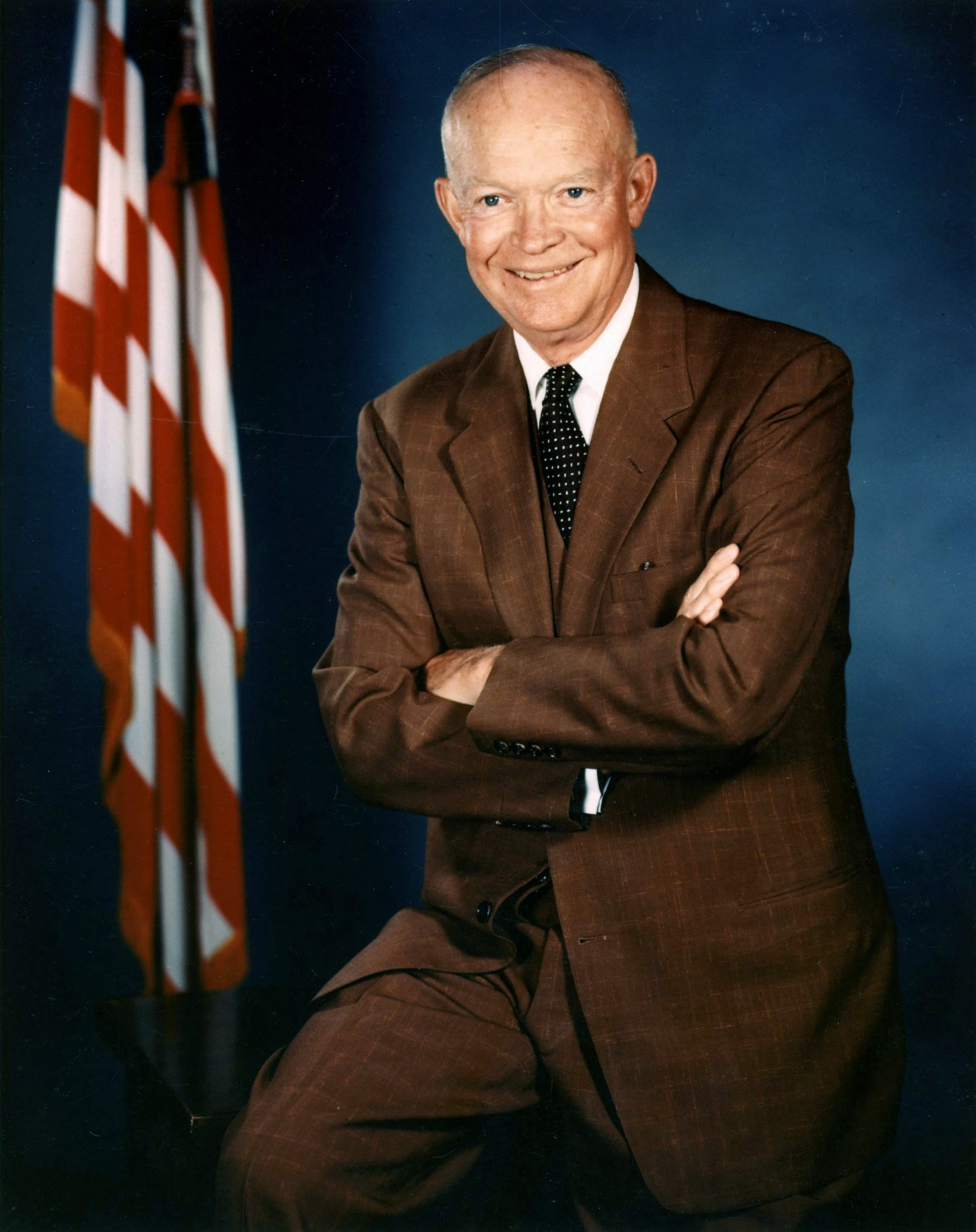
34. Dwight D. Eisenhower 1953-1961
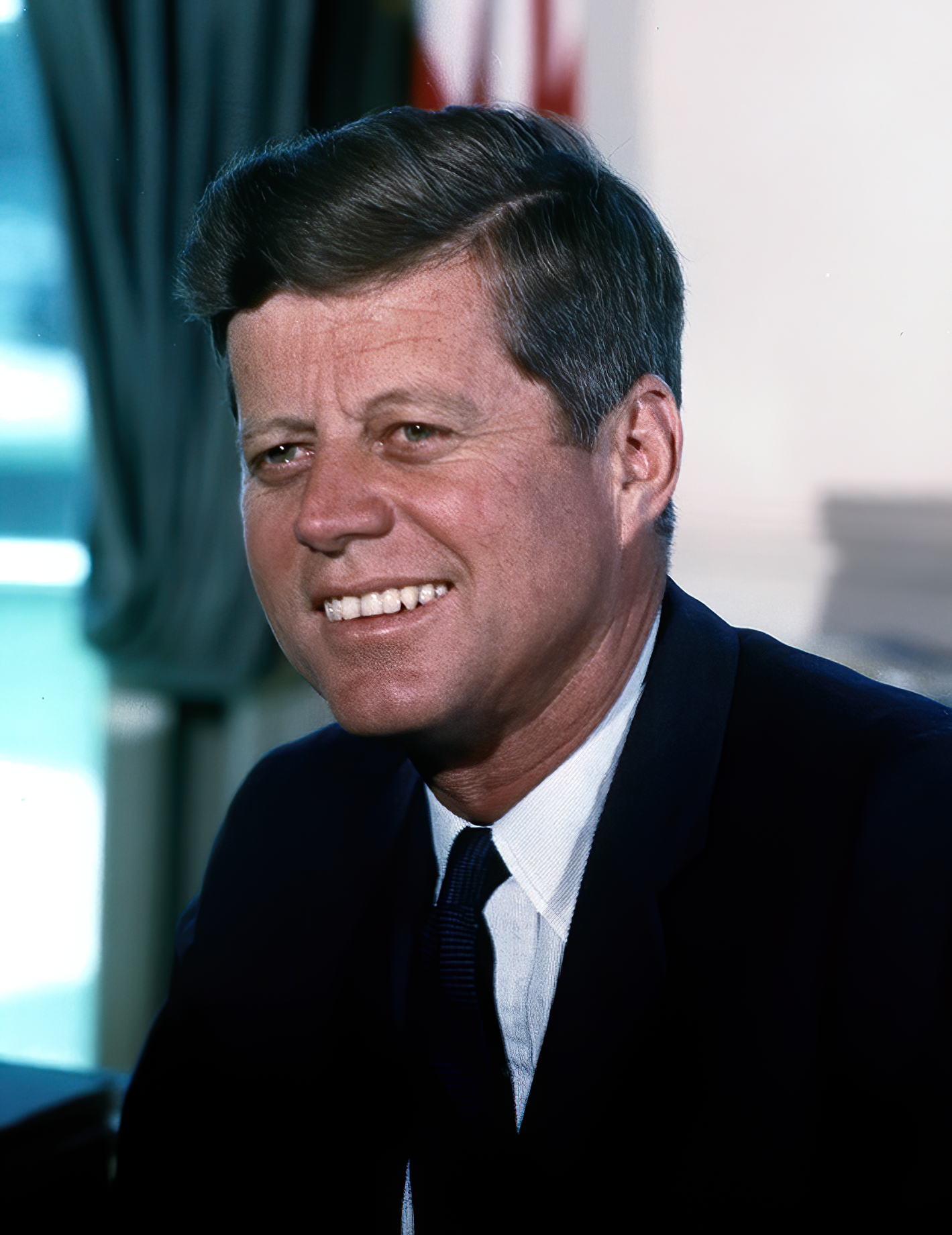
35. John F. Kennedy[3] 1961-1963
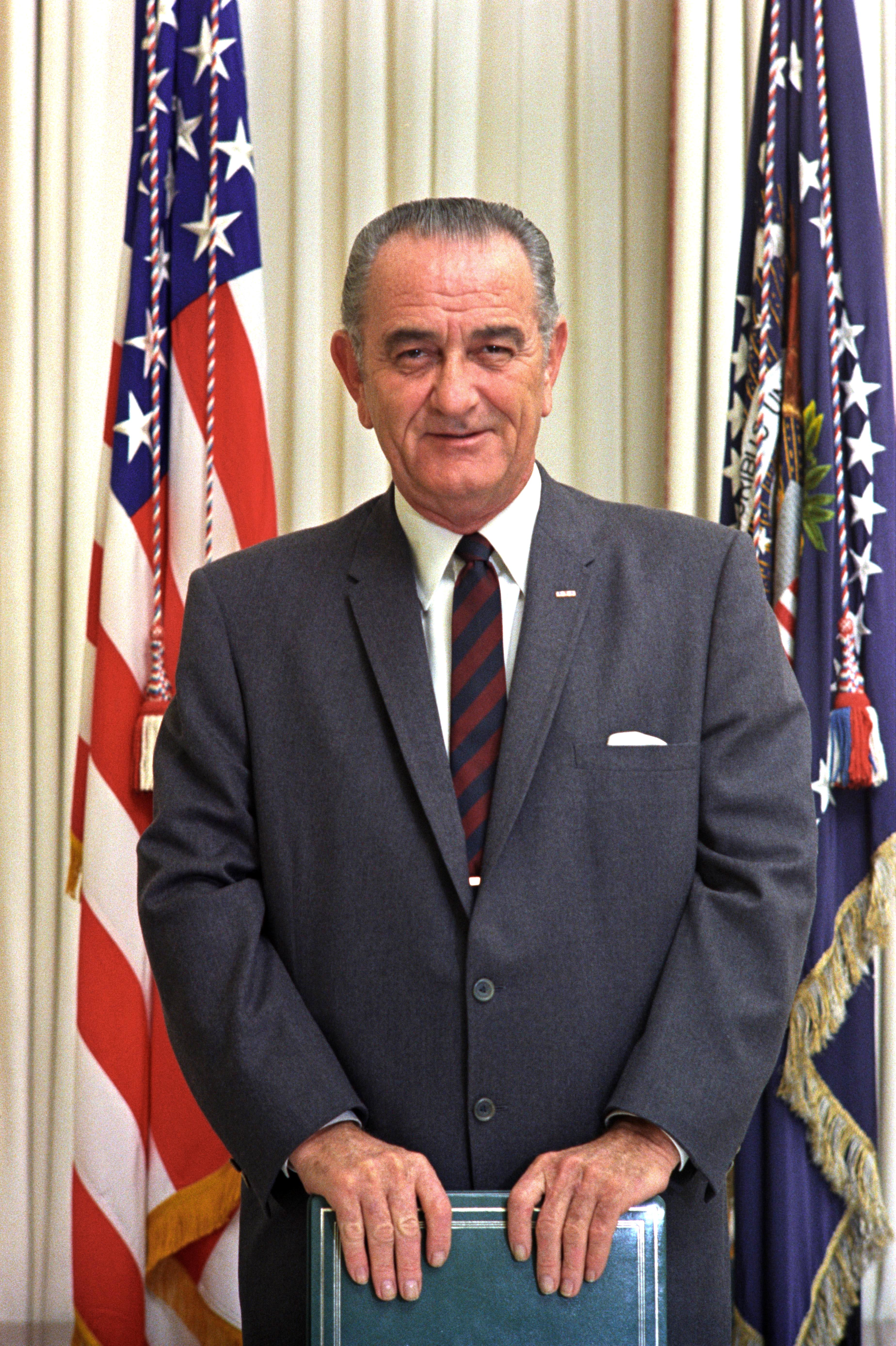
36. Lyndon B. Johnson 1963-1969
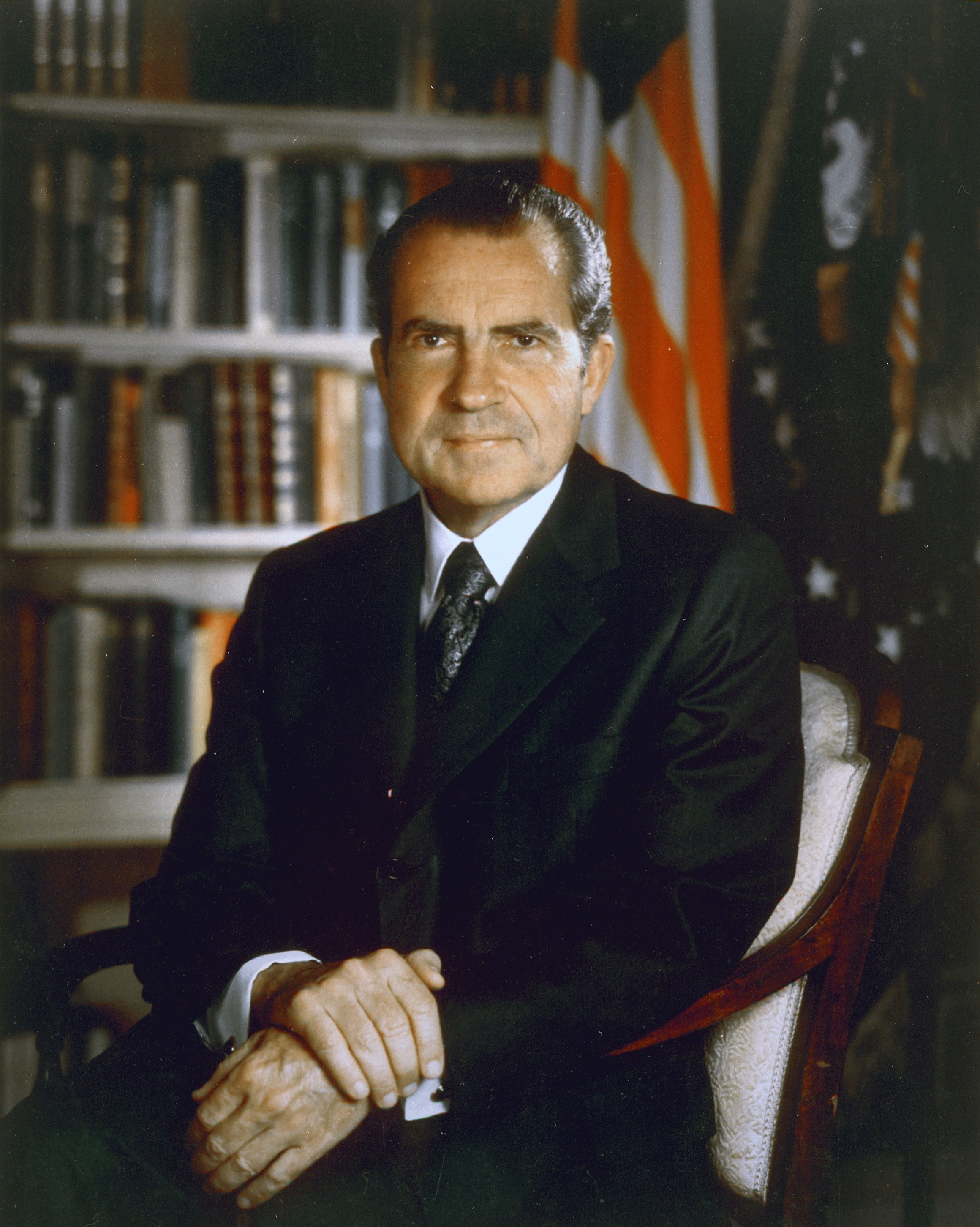
37. Richard Nixon 1969-1974
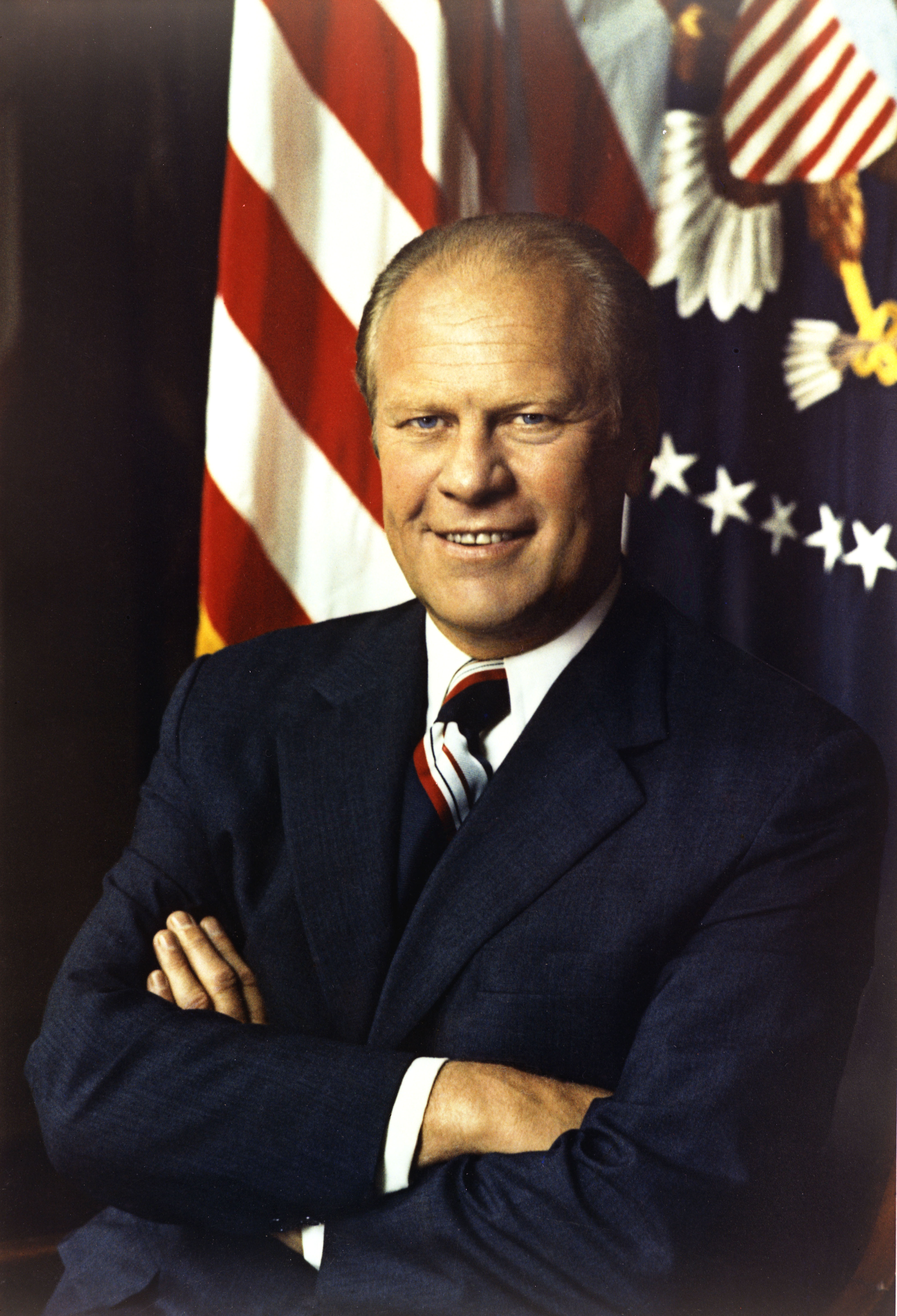
38. Gerald R. Ford 1974-1977
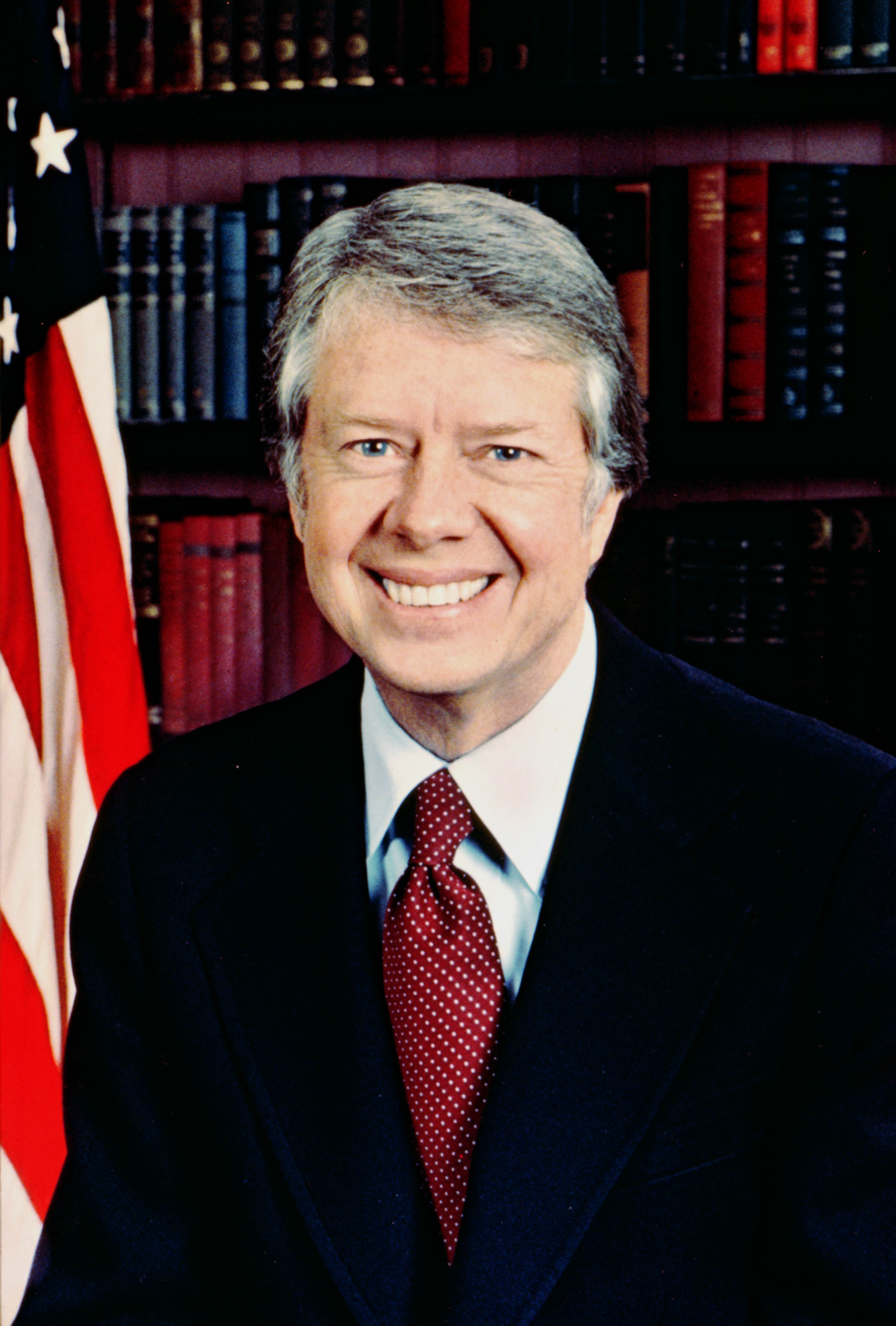
39. Jimmy Carter 1977-1981
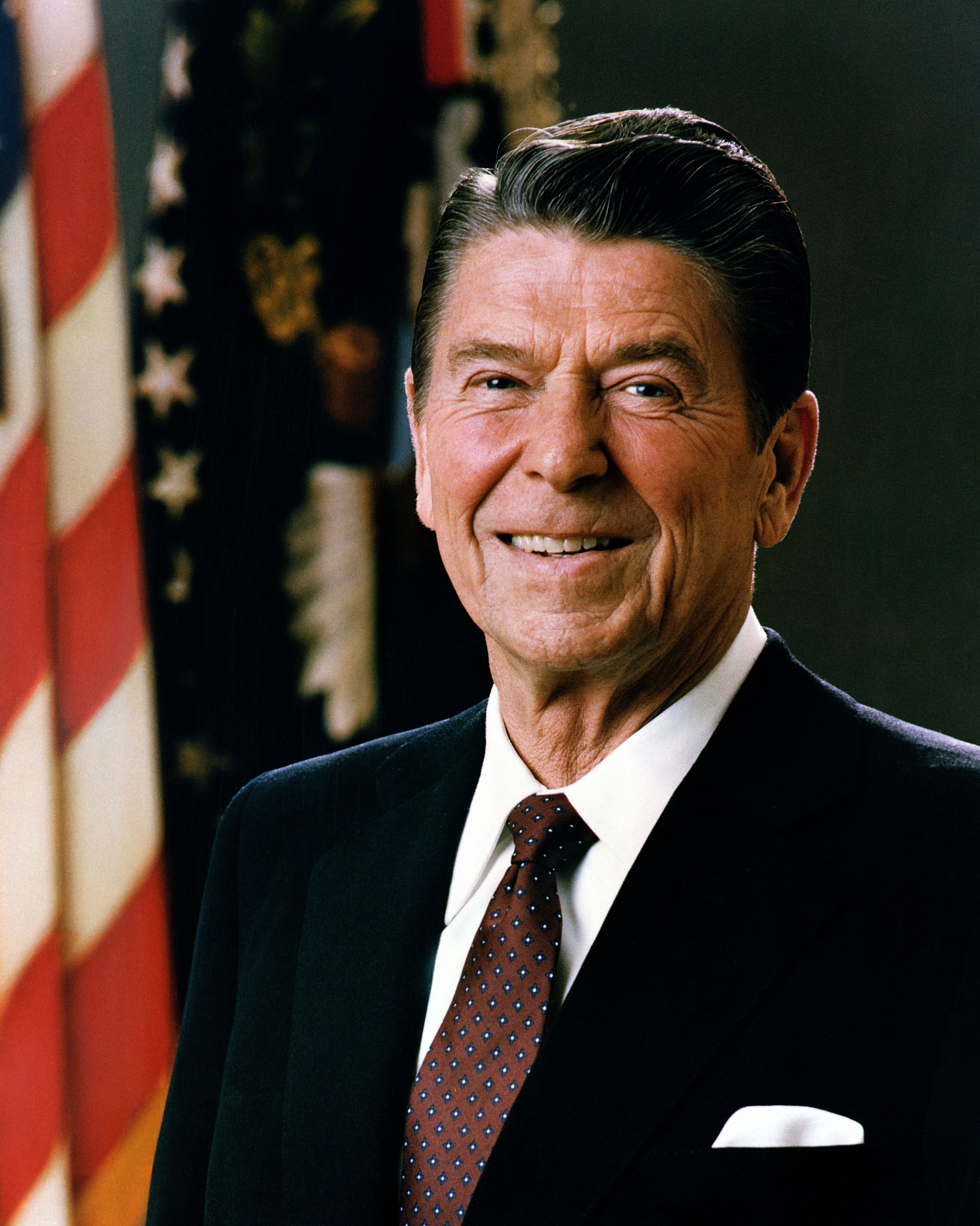
40. Ronald Reagan 1981-1989
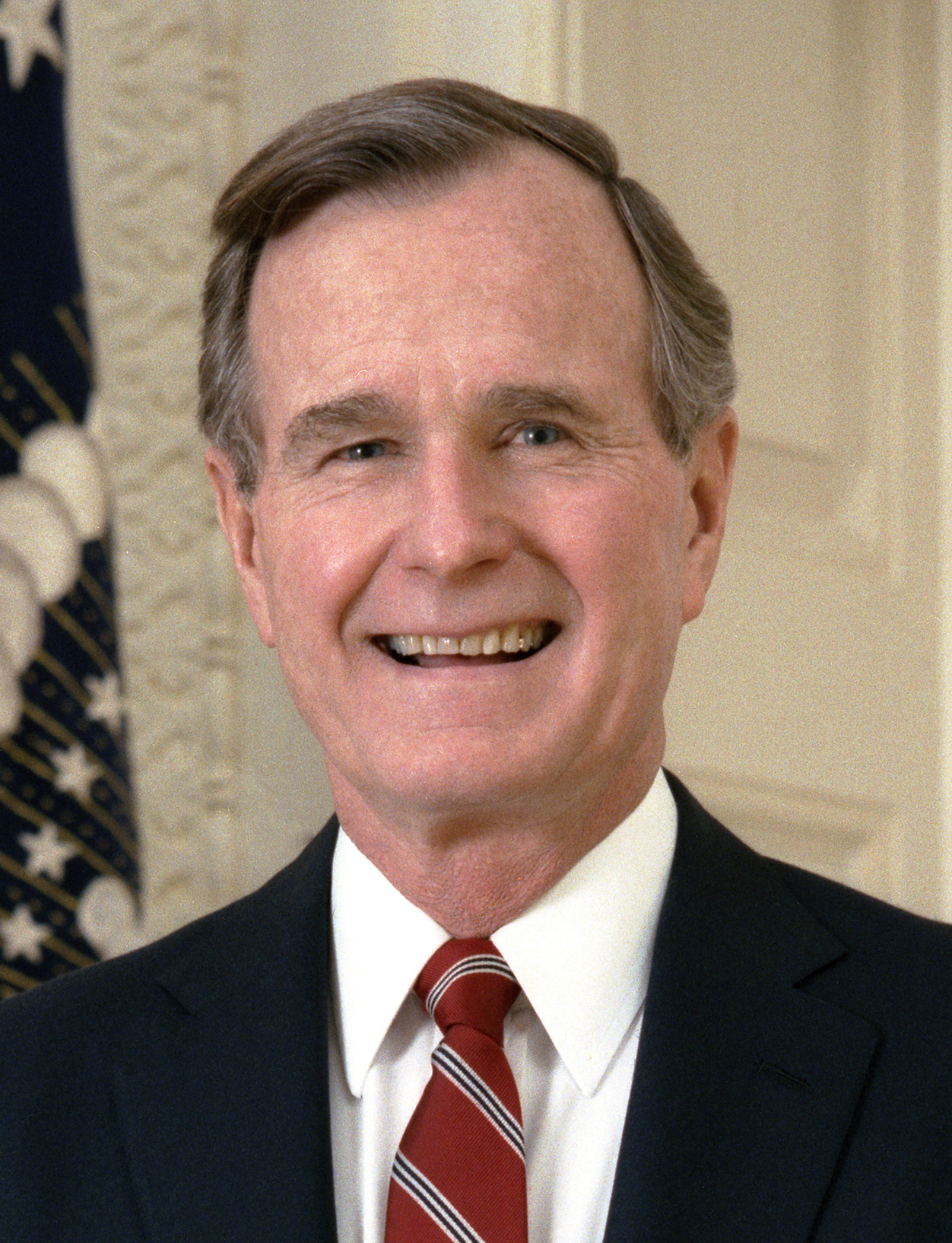
41. George H. W. Bush 1989-1993
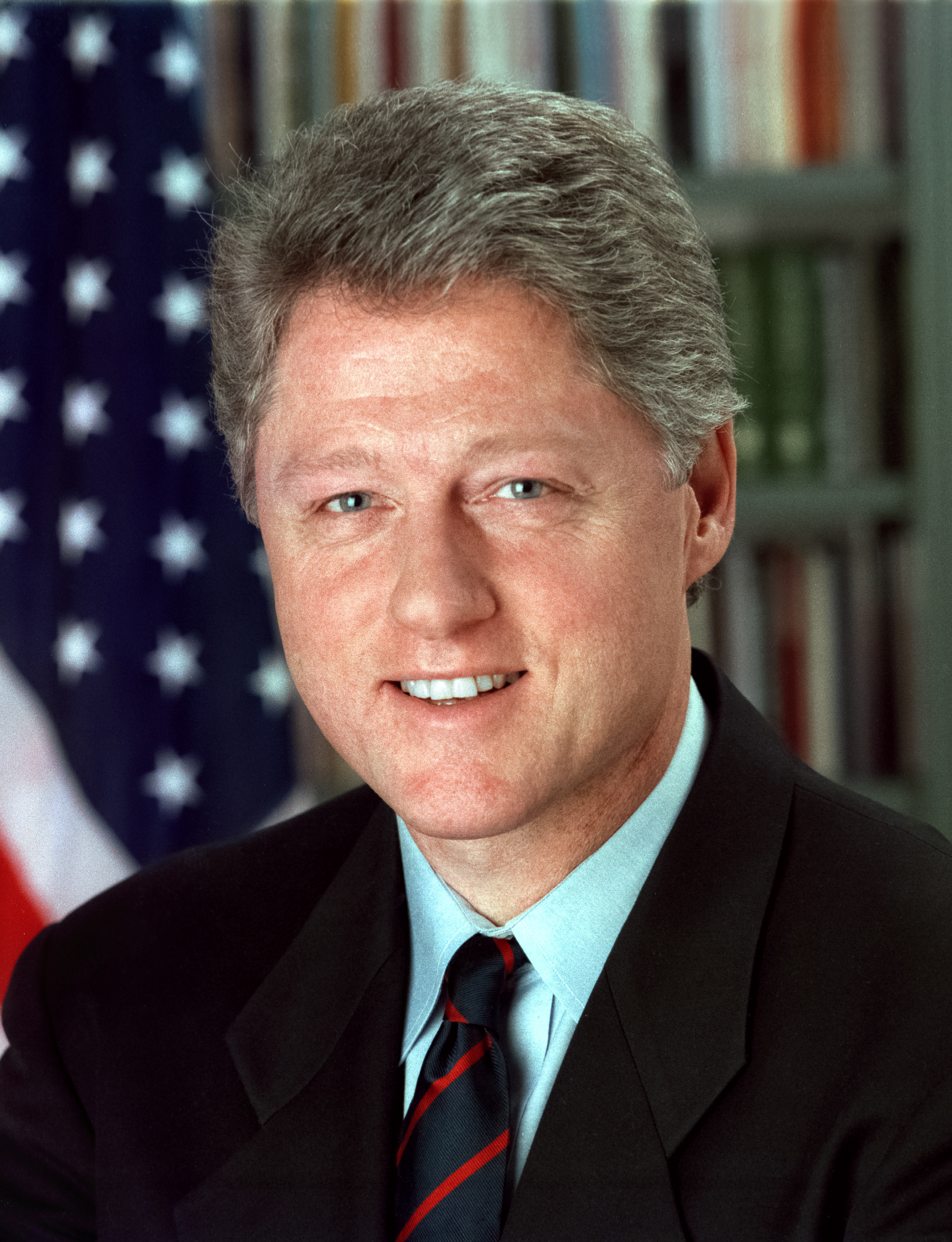
42. Bill Clinton 1993-2001
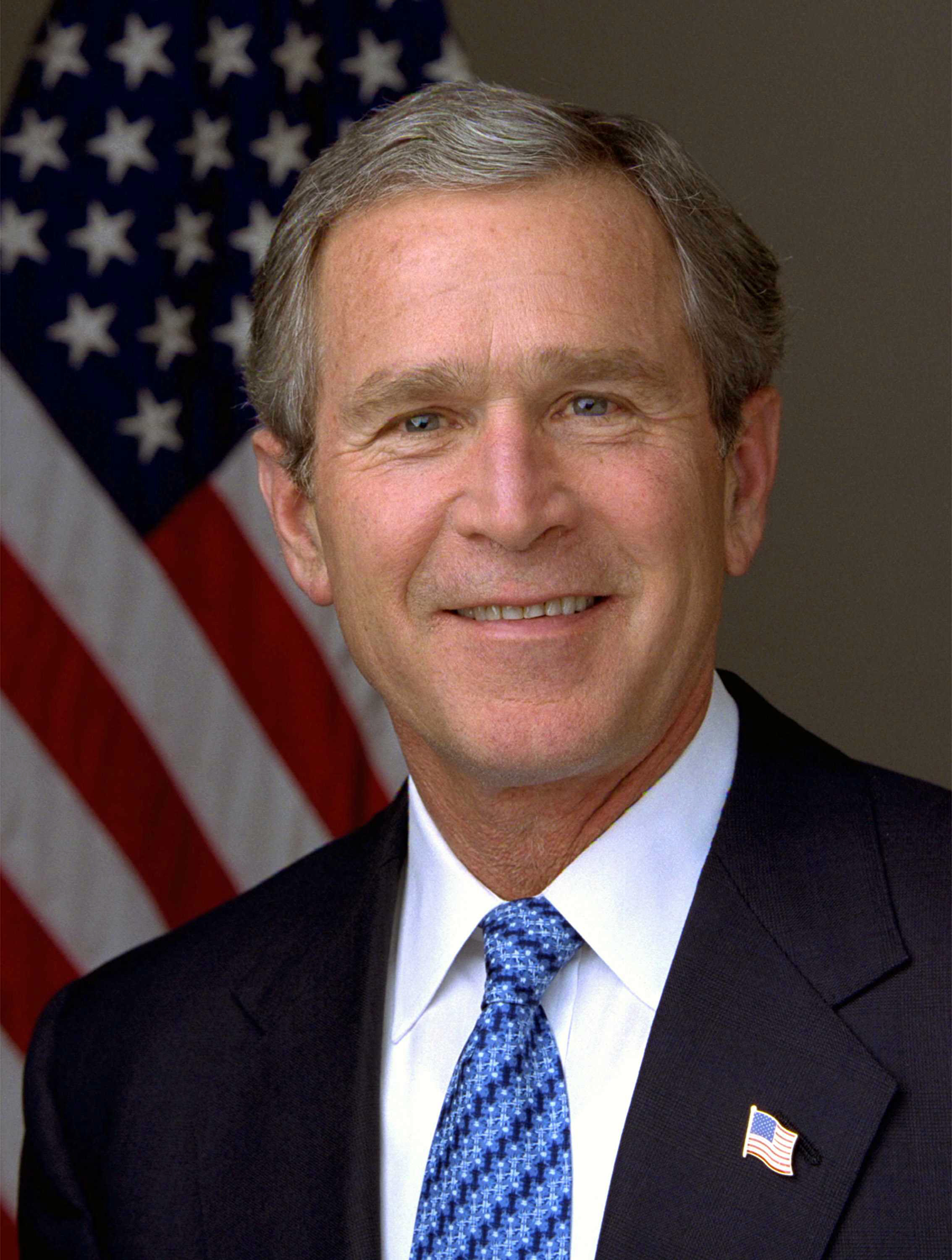
43. George W. Bush 2001-2009
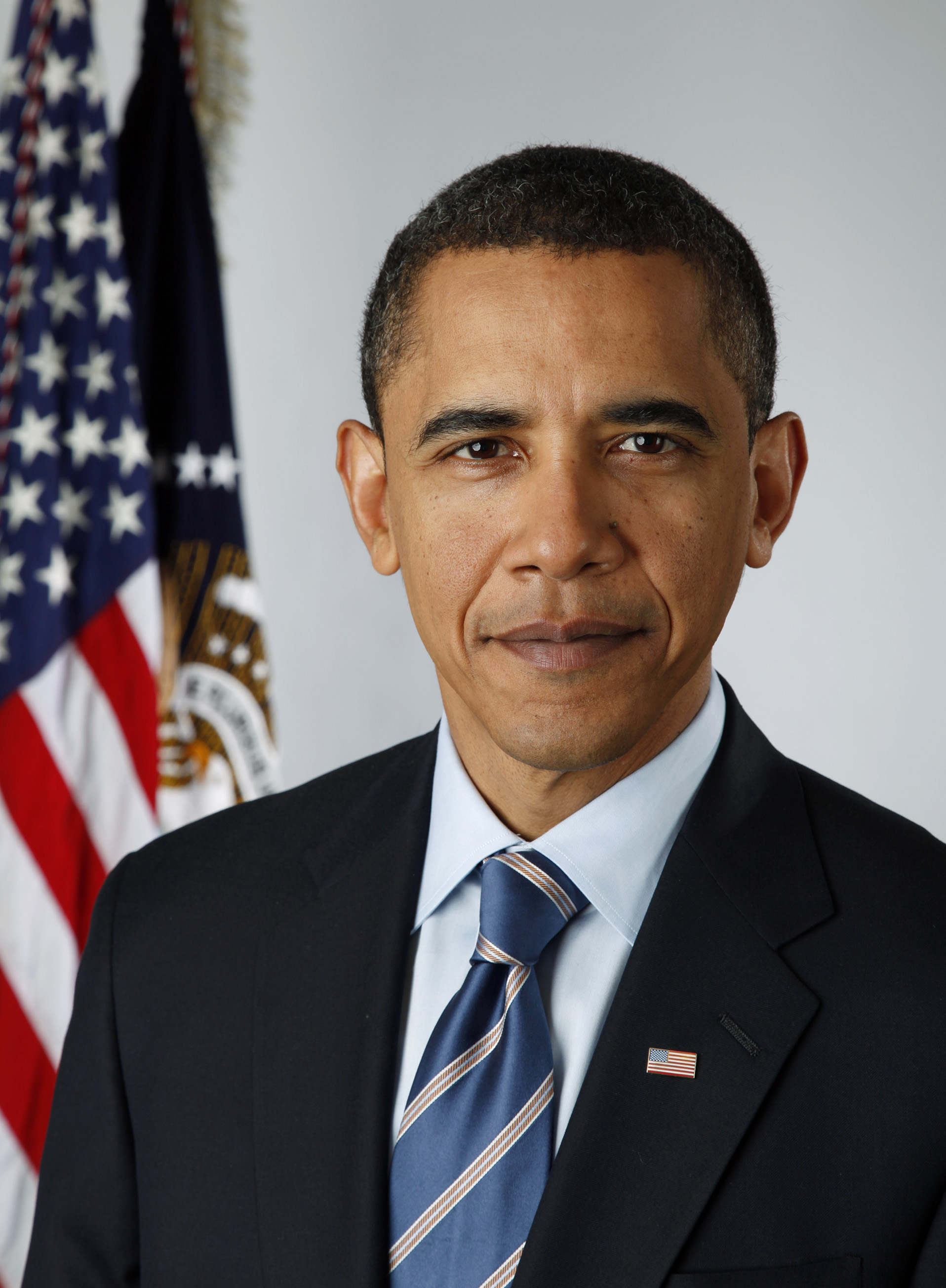
44. Barack Hussein Obama Jr. 2009-2017
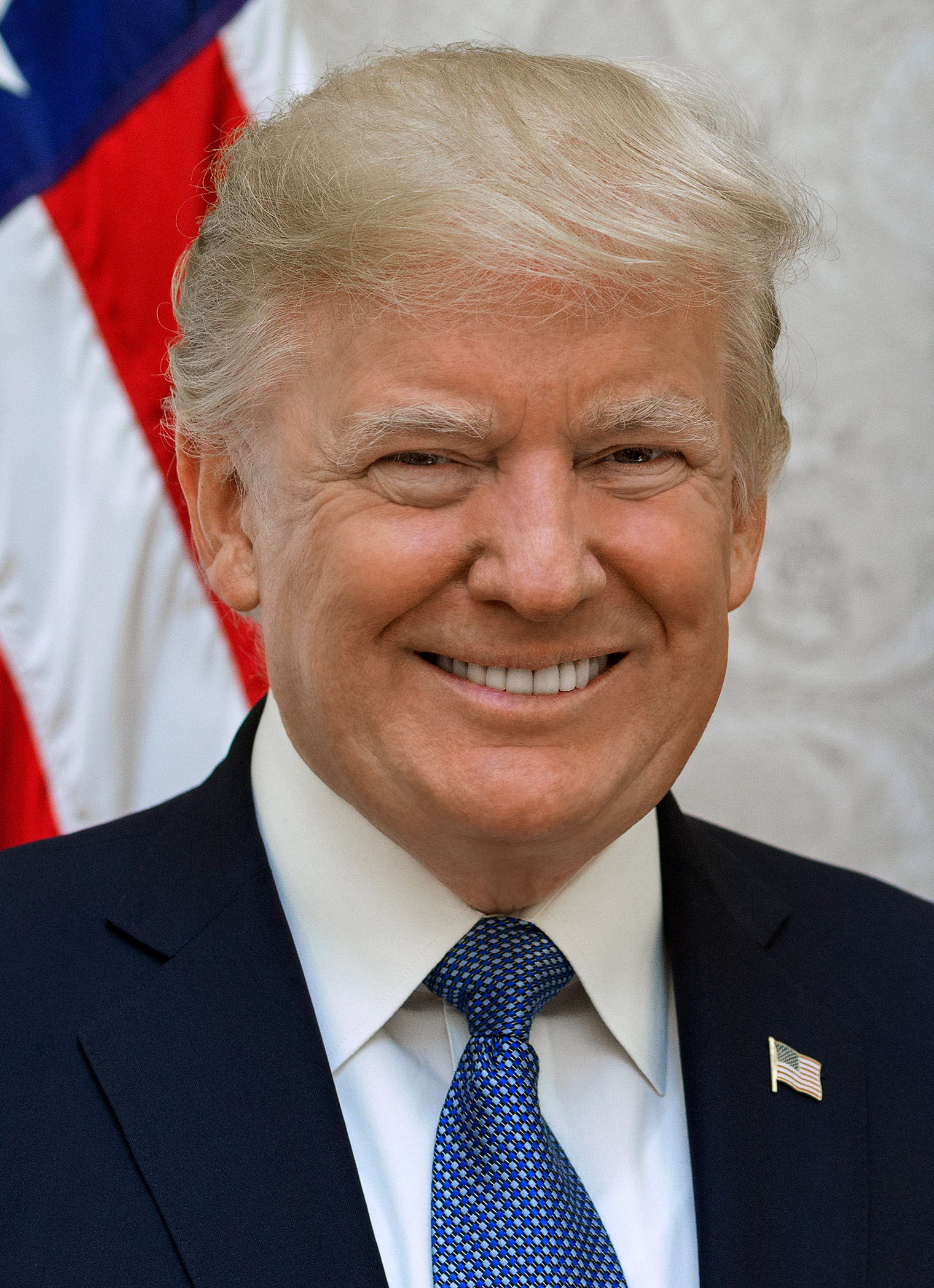
45. Donald Trump 2017-
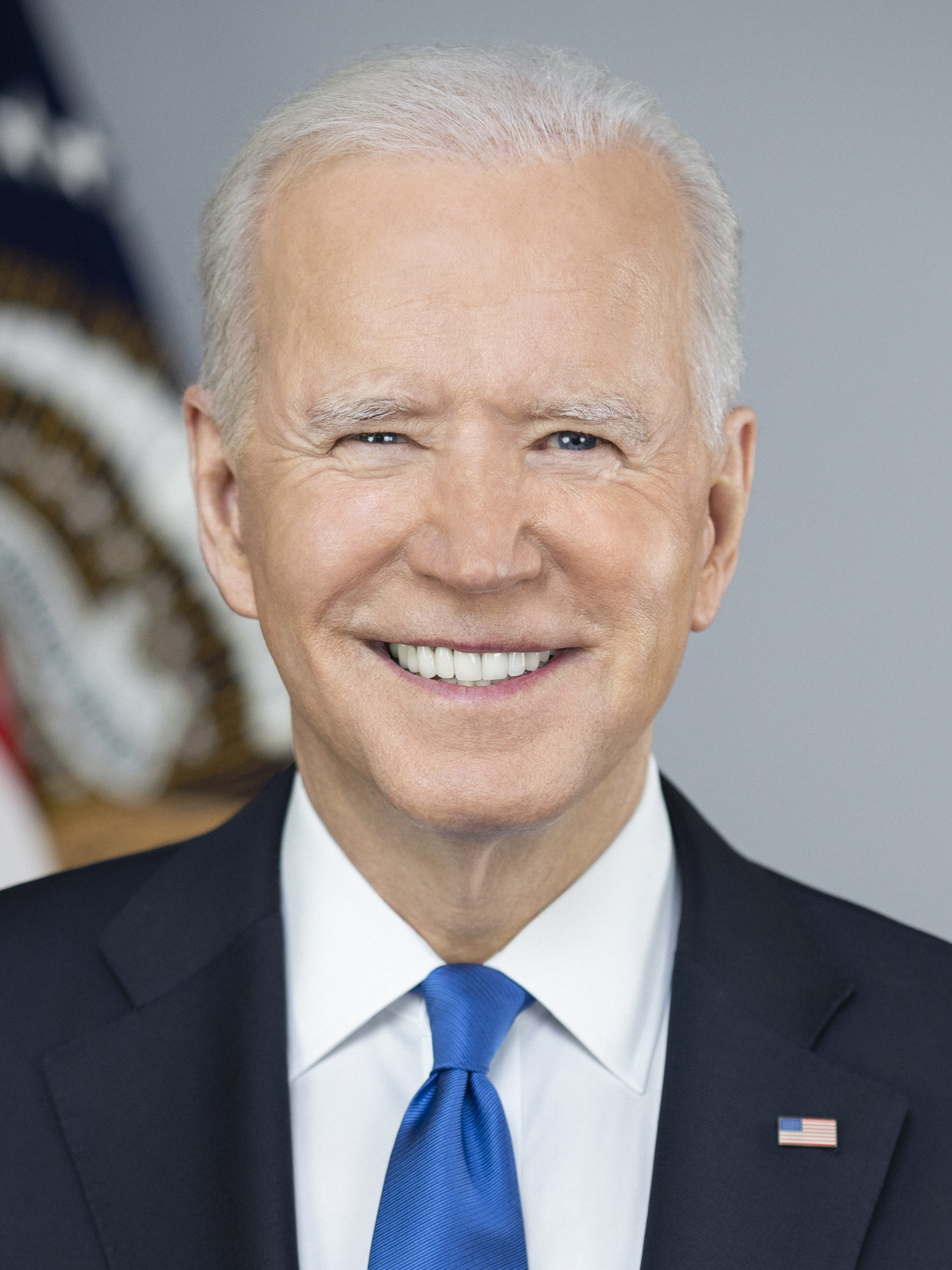
46. Joe Biden 2021-
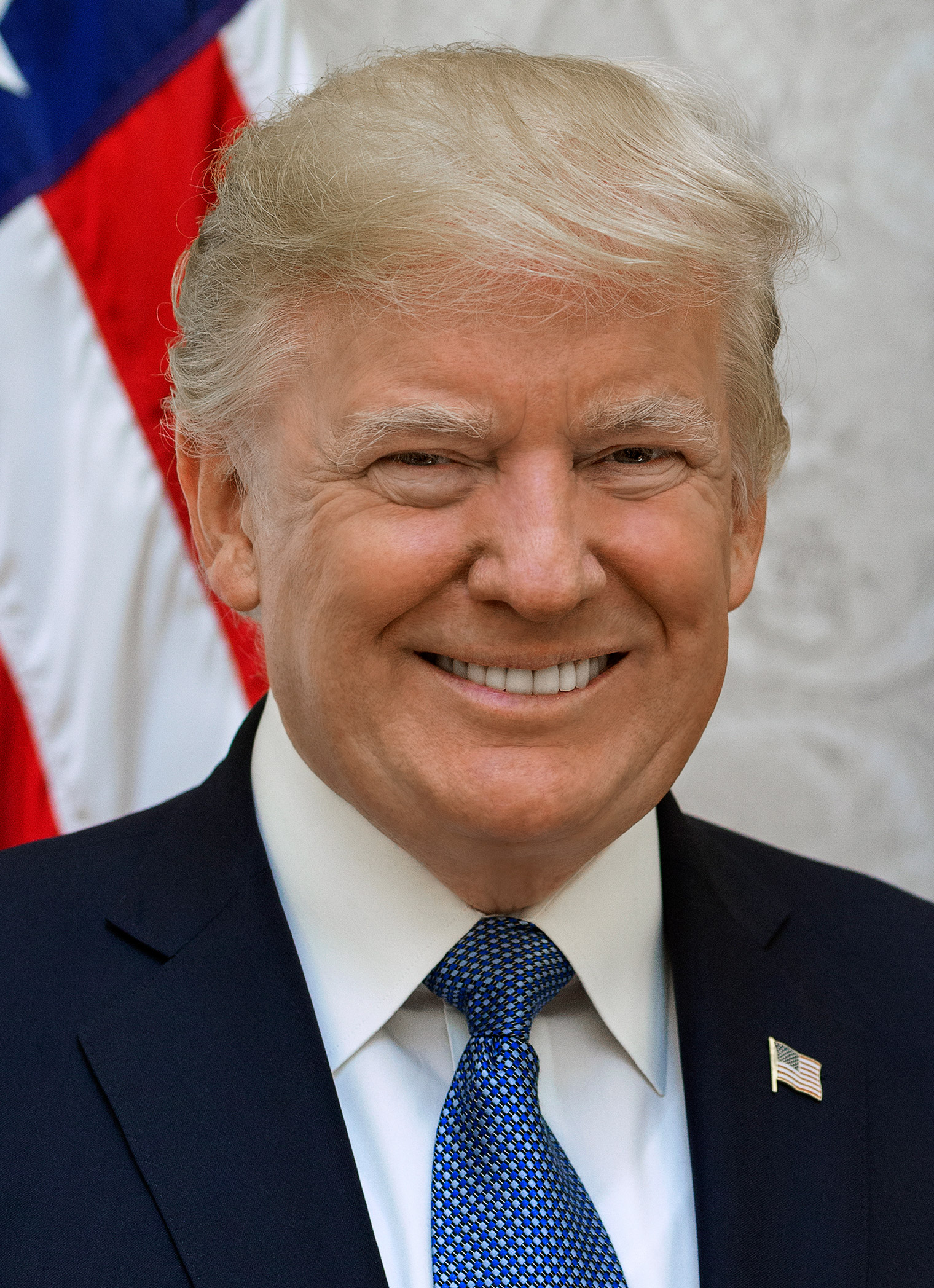
47. Donald John Trump 2025 -

*Nota: Cleveland va ser elegit dues vegades no consecutives, alterant la numeració de tots els presidents que el succeeixen, començant per McKinley. Així, Joe Biden és el 46è president mentre que només és la 45a persona que ostenta el càrrec.